# Auvergne-Rhône-Alpes
Pour les articles homonymes, voir ARA.
Auvergne-Rhône-Alpes est une région française située dans le quart sud-est de la France métropolitaine. Elle est créée par la loi du 16 janvier 2015 relative à la délimitation des régions, à la suite des élections régionales de 2015 en Auvergne-Rhône-Alpes. Regroupant les anciennes régions Auvergne et Rhône-Alpes, elle se compose de 12 départements et d'une métropole à statut de collectivité territoriale, sa superficie est de 69 711 km2 et sa population s'élevait à 8 163 884 habitants en 2022 ; son chef-lieu est Lyon.
C'est la quatrième plus vaste région française après la Guyane la Nouvelle-Aquitaine et l’Occitanie dont elle est limitrophe des deux dernières, et possède une superficie supérieure à celle de la Géorgie mais inférieure à celle de l’Irlande.

## Toponymie, logotype et symboles
Le nom « Auvergne-Rhône-Alpes » est formé en juxtaposant par ordre alphabétique les noms des deux anciennes régions. Cette procédure permettait d'attendre qu'un nouveau nom soit donné par décret en Conseil d'État, sur proposition du conseil régional de la région fusionnée.
Selon plusieurs consultations faites en ligne par Lyon Capitale, le nom « Rhône-Alpes-Auvergne » arrivait en tête des votes des internautes, devant « Alpes-Auvergne » et « AURA », acronyme du futur nom choisi, Auvergne-Rhône-Alpes, proposé par Jean-Jack Queyranne, dernier président (2004-2015) du conseil régional de Rhône-Alpes.
Les lycéens, en février 2016, puis l'entièreté des habitants de la région, en mars, sont consultés afin de choisir, via son site web, le nom de la future région. Après un rééquilibrage des votes au prorata du nombre d'habitants (Rhône-Alpes étant cinq fois plus peuplée que l'Auvergne), le nom « Rhône-Alpes-Auvergne » arrive toujours en tête devant « Auvergne-Rhône-Alpes » et l'acronyme « AURA ».
En dépit de ce résultat, le président du nouveau conseil régional Laurent Wauquiez et son équipe décident de retenir l'appellation Auvergne-Rhône-Alpes, qui est proposée au vote de l'assemblée régionale et adoptée à l'unanimité le 23 juin 2016, ; elle est officialisée le 28 septembre 2016 par un décret paru au Journal officiel.
La région a envisagé, en 2017-2018, se doter d'armoiries officielles reprenant celles de l'Auvergne, de la Savoie, du Lyonnais et du Dauphiné en reprenant le travail du doctorant en histoire Matthieu Casali et en le déclinant en drapeau,,. Son blasonnement est écartelé, au premier d’or au gonfanon de gueules bordé de sinople (Auvergne), au deuxième de gueules à la croix d’argent (Savoie), au troisième de gueules au lion d’argent (Lyonnais), au quatrième d’or au dauphin d’azur, crêté, barbé, loré, peautré et oreillé de gueules (Dauphiné). Un drapeau reprenant les armoiries est en usage depuis.

Logo provisoire utilisé jusqu'en septembre 2016.
Logo utilisé de septembre 2016 à fin 2020.
Logo utilisé depuis début 2021.
Armoiries apparues en 2017.
Premier drapeau, apparu en même temps que le blason.
Drapeau en usage depuis 2018.

En francoprovençal et en occitan, deux des trois langues régionales historiquement parlées dans la région, le nom se dit :
- arpitan (francoprovençal) : Ôvèrgne-Rôno-Arpes [o.ˌvɛr.ɲə.rɔn.ˈar.pə] ;
- occitan : Auvèrnha-Ròse-Aups [ɔwˈver.ɲə.rɔz(e).ɔwp].

## Géographie

### Situation

Subdivision départementale de la région Auvergne-Rhône-Alpes (le sigle ML désigne la métropole de Lyon).

L'Auvergne-Rhône-Alpes est située dans le quart sud-est de la France et couvre une superficie de 69 711 km2. Elle est limitrophe de cinq autres régions administratives : la Bourgogne-Franche-Comté au nord, le Centre-Val de Loire au nord-ouest, la Nouvelle-Aquitaine à l'ouest, la région Occitanie au sud-ouest et la région Provence-Alpes-Côte d'Azur au sud-est. Elle est également limitrophe de deux pays étrangers : l'Italie, à l'est, ainsi que la Suisse, au nord-est. Cette région se présente comme un ensemble hétérogène aussi bien sur le plan géographique que sur les plans socio-économiques ou culturels. Lors de sa création, la réunion de l'Auvergne avec les régions alpines et rhodaniennes est apparue comme une innovation historique.
Extrémités régionales :
- Nord : Château-sur-Allier, Allier (46° 48′ 15″ N, 2° 57′ 35″ E)
- Est : Bonneval-sur-Arc, Savoie (45° 24′ 12″ N, 7° 11′ 08″ E)
- Sud : Ferrassières, Drôme (44° 06′ 56″ N, 5° 29′ 40″ E)
- Ouest : Siran, Cantal (44° 58′ 36″ N, 2° 03′ 46″ E)

### Géologie
Le sous-sol de la région compte de nombreux bassins houillers français anciennement exploités, pour la plupart, par les Houillères d'Auvergne, de la Loire et du Dauphiné.

### Topographie
La région s’étend sur le Massif central à l'ouest et sur le massif des Alpes à l'est. Entre les deux, se déploie la vallée du Rhône. Le massif du Jura occupe la moitié est du département de l'Ain ainsi qu'une petite partie des départements de l'Isère, de la Savoie et de la Haute-Savoie.

#### Massif central

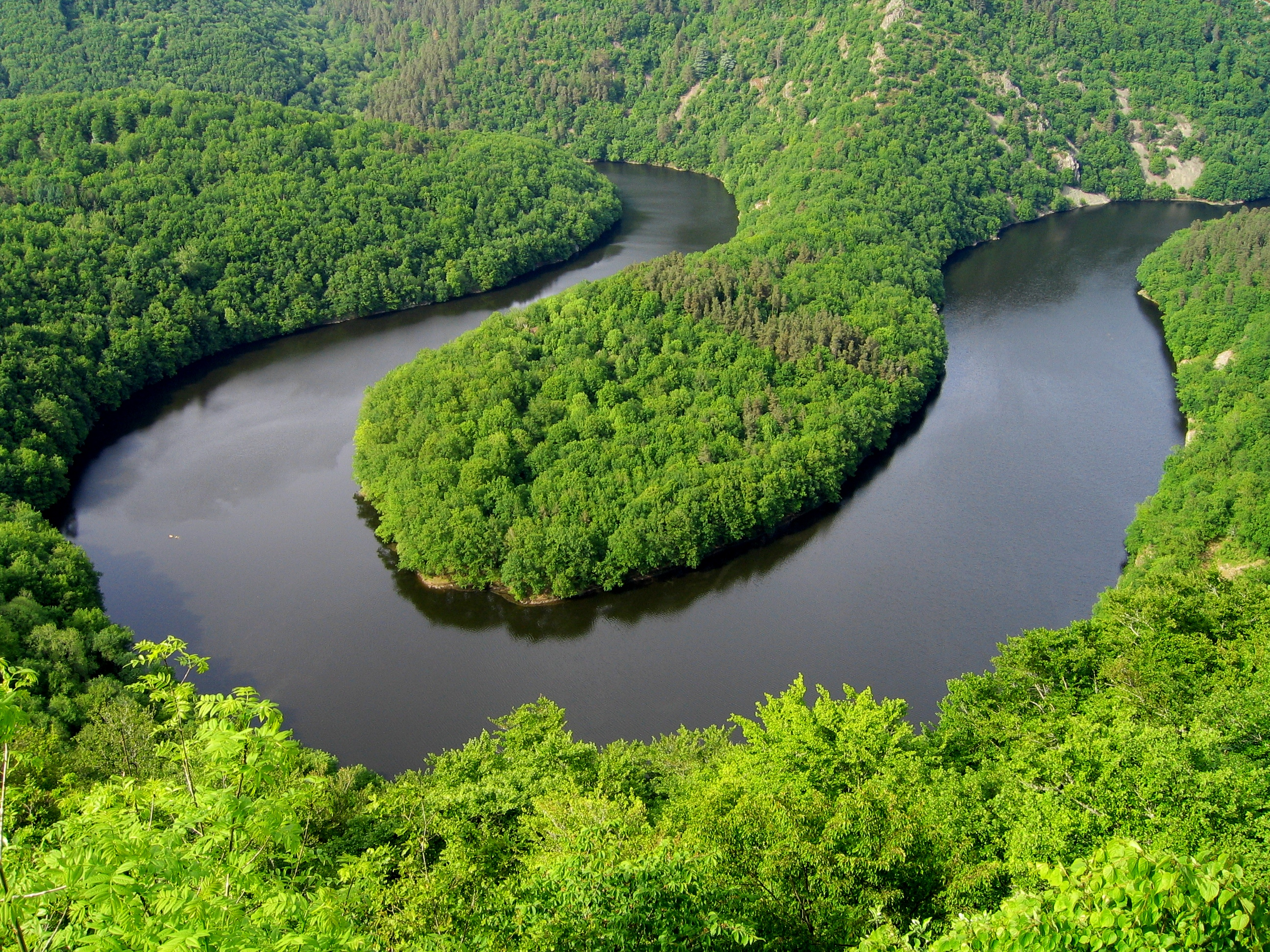
Méandre de Queuille (Combrailles).

Les départements de l’Allier, du Cantal, de la Loire, de la Haute-Loire et du Puy-de-Dôme font entièrement partie du Massif central, les départements de l’Ardèche et du Rhône en font aussi partie pour une large part.
L’Auvergne se trouve au cœur du massif et juxtapose des paysages variés. Aux horsts cristallins du socle primaire qui apparaissent à sa périphérie, s’opposent des zones volcaniques et des plaines ou bassins d’effondrement, partiellement comblés par des sédiments.

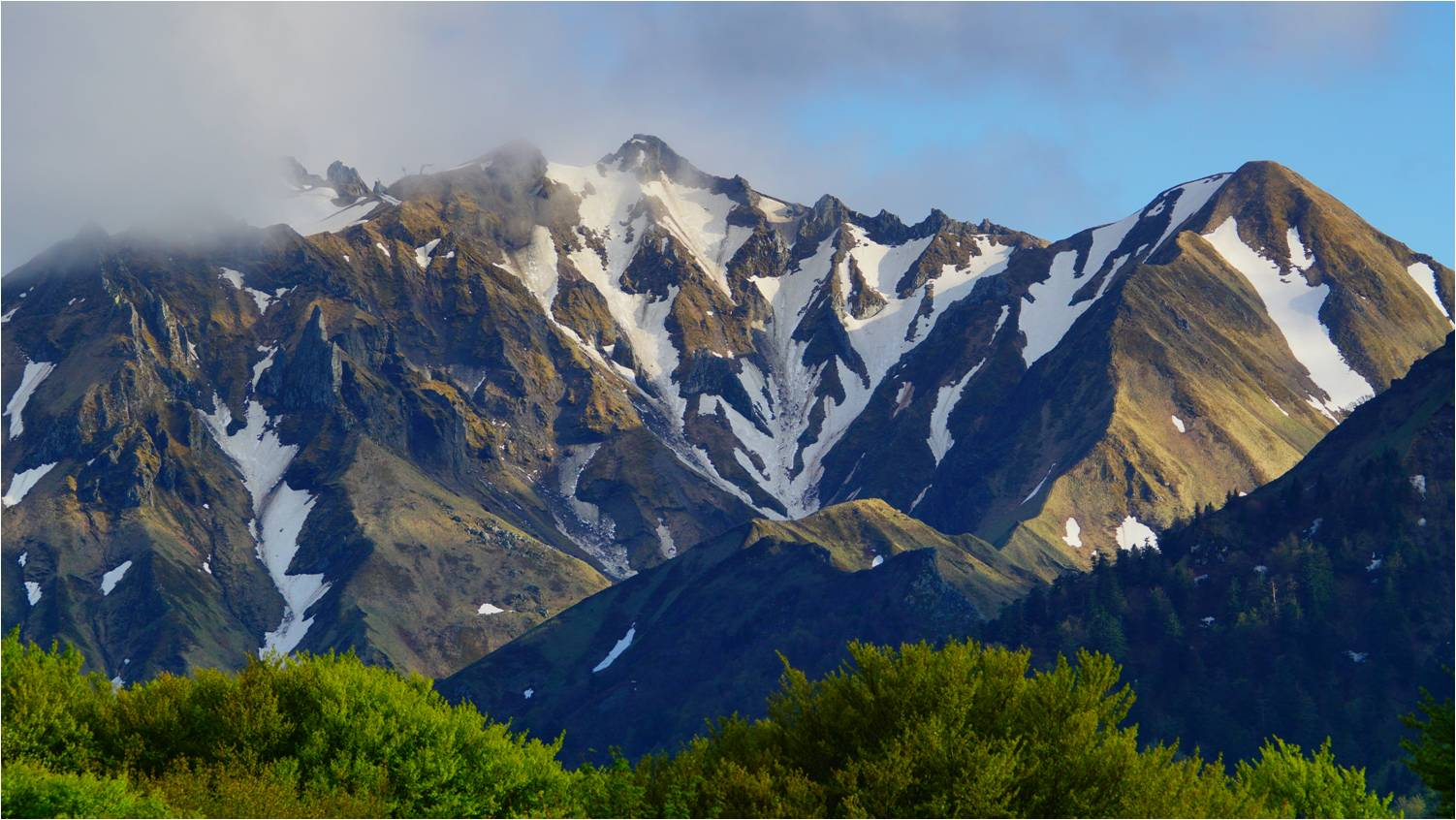
Le puy de Sancy.

À l'est de Clermont-Ferrand, les blocs cristallins ont été soulevés le long de failles et délimitent de petits fossés : la plaine d’Ambert, surplombée par le massif du Livradois (Bois Noirs, 1 215 m), et les monts du Forez (1 631 m à Pierre-sur-Haute) qui surplombent la plaine du même nom. Ces hosts granitiques sont prolongés au nord par la Montagne bourbonnaise et les monts de la Madeleine. Du nord-ouest au sud-ouest, les masses cristallines conservent une allure de plateau. Le Bocage bourbonnais et les Combrailles sont profondément entaillées par l’érosion fluviatile (gorges de la Dordogne et de la Sioule). L’érosion glaciaire intense est à l’origine des nombreux lacs de l’Artense pouvant rappeler la topographie scandinave. Au sud-ouest, la Châtaigneraie offre un paysage de collines et un climat adouci, aux accents méditerranéens. Au sud, les monts de la Margeride (signal de Randon, 1 551 m) se prolongent dans la Lozère.

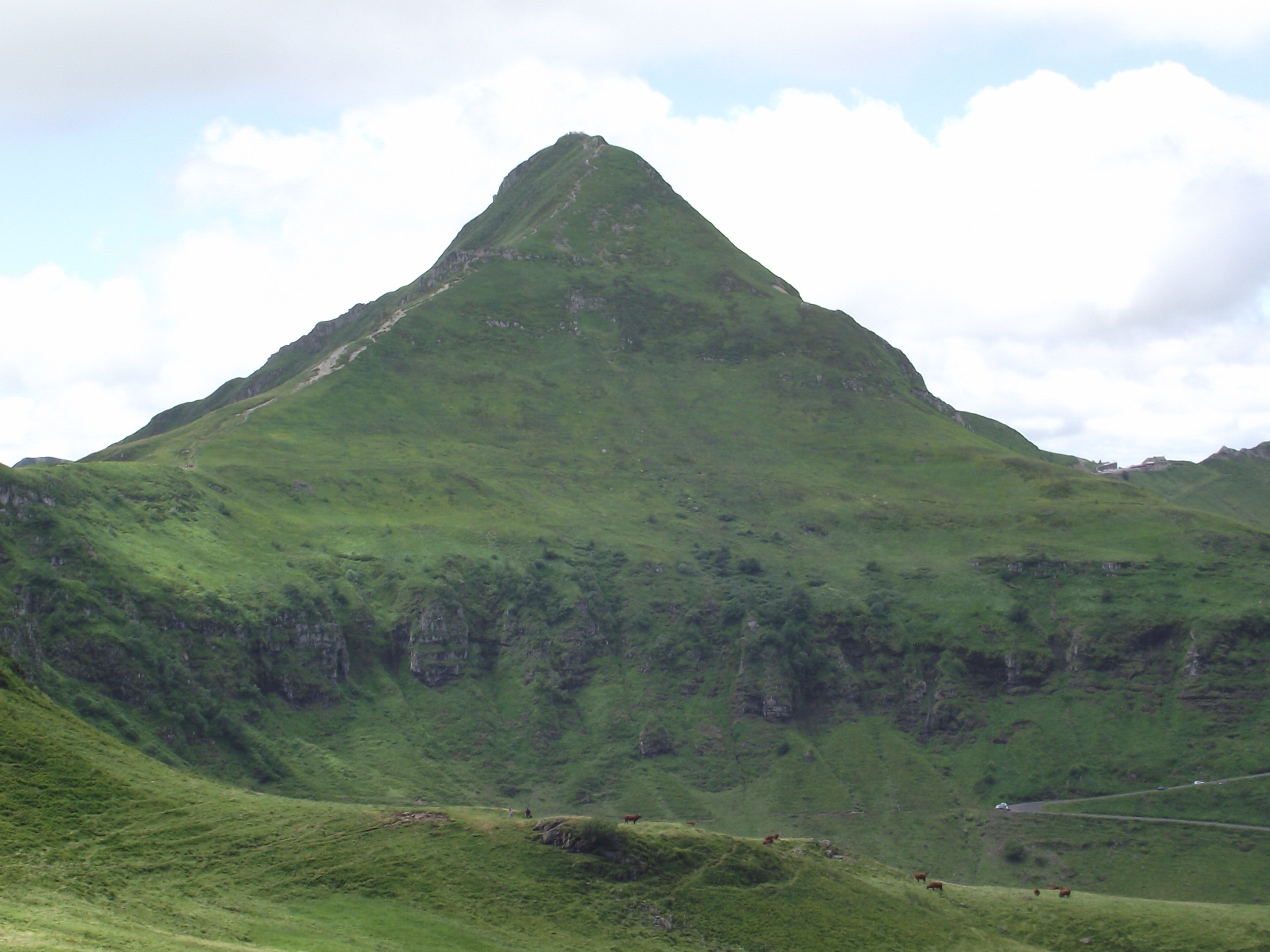
Le puy Mary.

Les volcans d’Auvergne sont apparus à l’ère tertiaire, lors des dislocations du socle primaire, consécutives à l’orogenèse des Alpes. À l’ouest, sur les rebords de la Limagne, les monts Dôme alignent 80 volcans. Tous les types y sont représentés, même si les volcans de type strombolien sont les plus nombreux. Ce sont des volcans récents et bien conservés ; ils sont dominés par le puy de Dôme (1 465 m). Ils ont été classés au patrimoine mondial de l’UNESCO en 2018. Au sud, se situent ensuite les monts Dore qui culminent au puy de Sancy (1 885 mètres), point culminant du Massif central. Ce sont de grands stratovolcans plus anciens qui ont été démembrés par l’érosion fluviatile et glaciaire. Ils emprisonnent des lacs d’origines diverses : lacs de cratère comme le lac Pavin, lacs de barrage volcanique comme le lac d'Aydat ou le lac Chambon, ou lacs morainiques comme le lac de Guéry.

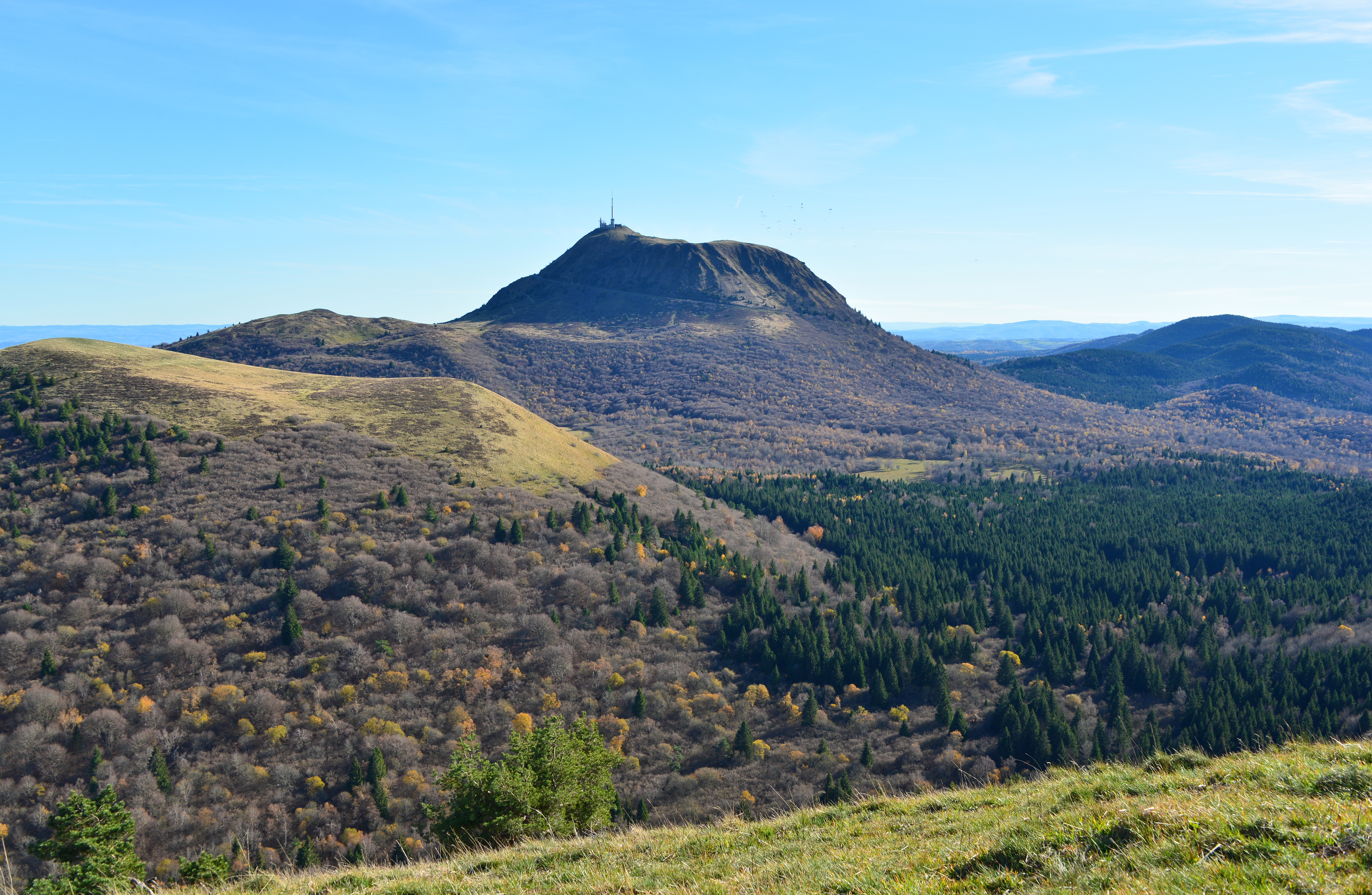
Le puy de Dôme.

Plus au sud, s’enchaînent d’abord le plateau basaltique du Cézallier, pouvant évoquer les paysages écossais, puis le puissant ensemble volcanique du Cantal. Avec ses 70 km de diamètre, faisant de lui le plus large volcan d'Europe. Où rayonnent, à partir du puy Mary (1 783 m) et du Plomb du Cantal (1 855 m), des vallées en auge (Cère, Maronne, Rhue, Alagnon). Celles-ci séparent de vastes plateaux basaltiques, aux sols fertiles : les planèzes. La plus grande est la planèze de Saint-Flour. Cet ensemble bénéficie de la protection du parc naturel régional des volcans d'Auvergne.
Au sud de la Truyère, l’Aubrac conserve une allure de plateau où terrains granitiques et volcaniques se mêlent.
Au sud-est, le Velay a été buriné par l'érosion, le massif du Devès est une coulée de lave sans cratère et, plus à l'est, ne subsistent que les sucs phonolitiques du massif du Mézenc : mont Gerbier-de-Jonc (1 551 m), mont Mézenc (1 753 mètres), prolongés au nord par le massif du Meygal.
À l'est, se succèdent, du nord au sud, les monts du Beaujolais (mont Saint-Rigaud, 1 009 m), les monts du Lyonnais (crêt Malherbe, 946 m), le massif du Pilat (crêt de la Perdrix, 1 432 mètres), les Boutières et les Cévennes vivaroises (serre de la Croix de Bauzon, 1 544 m). Plus à l'est encore, le plateau du Coiron marque la limite du Massif central.
Les terrains sédimentaires forment le troisième ensemble du relief auvergnat. Le terme de « Limagne » désigne les zones d'une très grande fertilité du Tertiaire qui s’opposent aux montagnes. Deux grands axes, de direction sud-nord, apparaissent avec évidence : celui de la Loire qui draine la plaine du Forez et celui de l’Allier qui draine les petites Limagnes de Brioude et d’Issoire au sud, la Grande Limagne de Clermont et, au nord, la Limagne bourbonnaise plus sableuse. Enfin la Sologne bourbonnaise, vaste région de bas plateaux, est sillonnée par de nombreuses rivières.

#### Vallée du Rhône
Le Rhône entame son cours dans la région à la frontière franco-suisse, au niveau de la commune de Valserhône. Le début de son cours marque la limite entre le massif du Jura et le massif des Alpes. La vallée du Rhône devient une véritable entité géographique avec la région naturelle de l'Isle-Crémieu. Ce plateau calcaire de forme triangulaire d'une altitude moyenne de 325 mètres est la dernière extrémité du massif du Jura. Le Rhône traverse ensuite la plaine de Lyon puis, en suivant son cours vers le sud, il traverse et délimite les Balmes viennoises, le Haut-Vivarais à l'ouest, les Terres froides, le Valentinois, la Valdaine et le Tricastin à l'est alors qu'à l'ouest se déploie le Bas-Vivarais. Tout au long de ce parcours les monts du Vivarais et les Cévennes dominent le fleuve à l'ouest alors qu'à l'est ce sont successivement les monts du Chablais, des Bornes, de la Chartreuse, du Vercors, du Diois et des Baronnies. Le fleuve entre dans la région Provence-Alpes-Côte d'Azur et la région Occitanie au sud de Saint-Paul-Trois-Châteaux. La vallée traverse la métropole de Lyon et les départements du Rhône, de l'Isère, de la Loire, de l'Ardèche et de la Drôme, ces deux derniers départements ayant leur frontière commune délimitée en totalité par le Rhône lui-même. Les Baronnies, le Diois, la Valdaine, le Tricastin et le Bas-Vivarais sont des territoires dont le climat est de type méditerranéen avec un taux d'ensoleillement pouvant dépasser les 2 700 heures par an comme à Nyons.

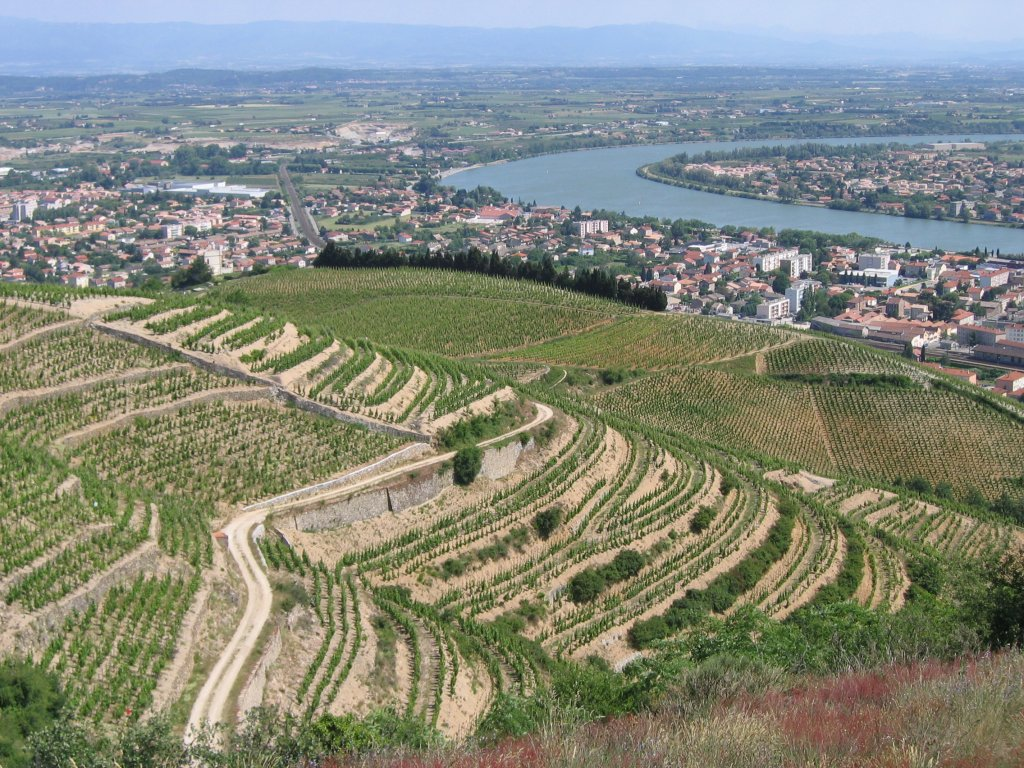
La vallée du Rhône vue depuis les hauteurs de Tain-l'Hermitage.
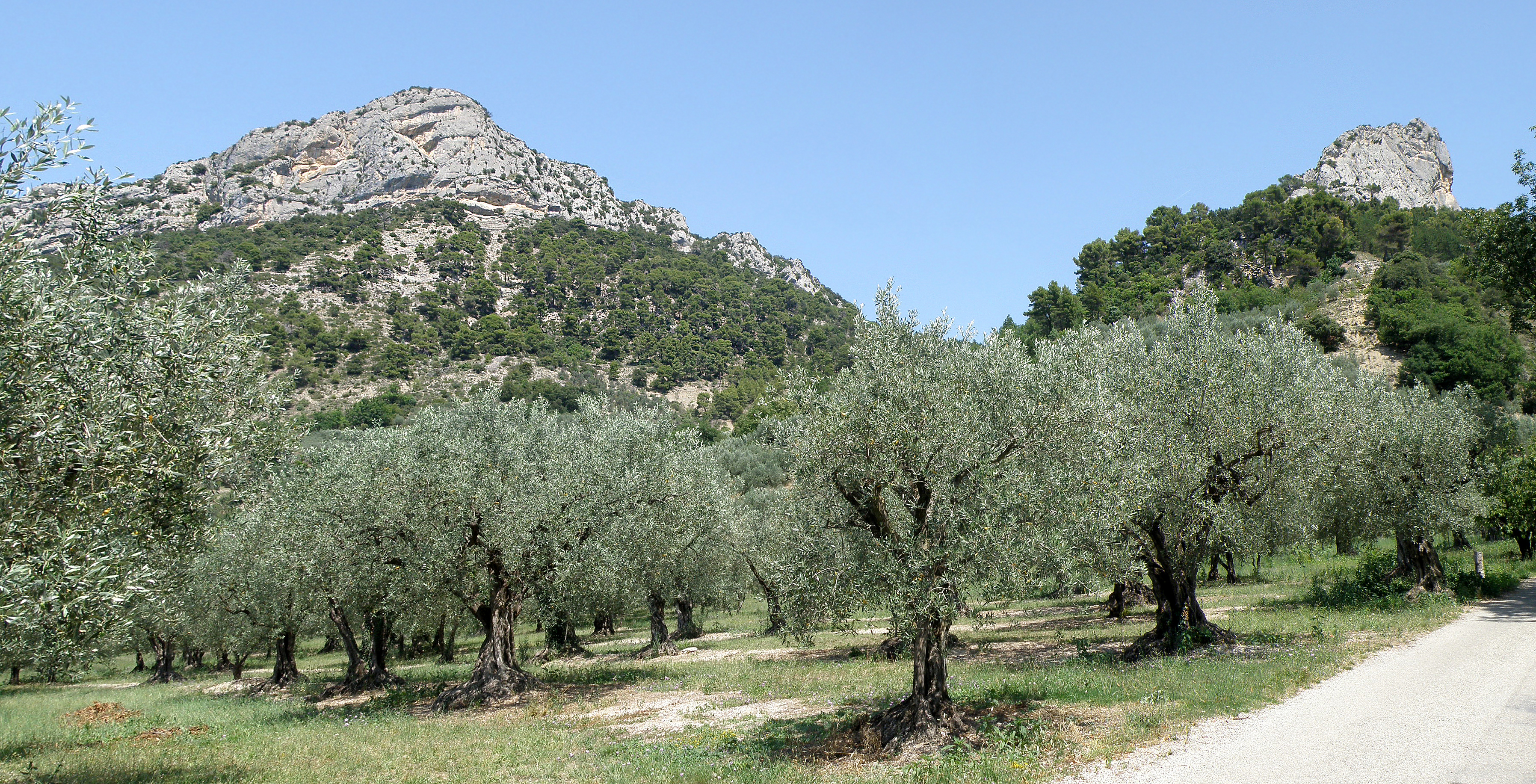
Buis-les-Barronies en Drôme provençale.
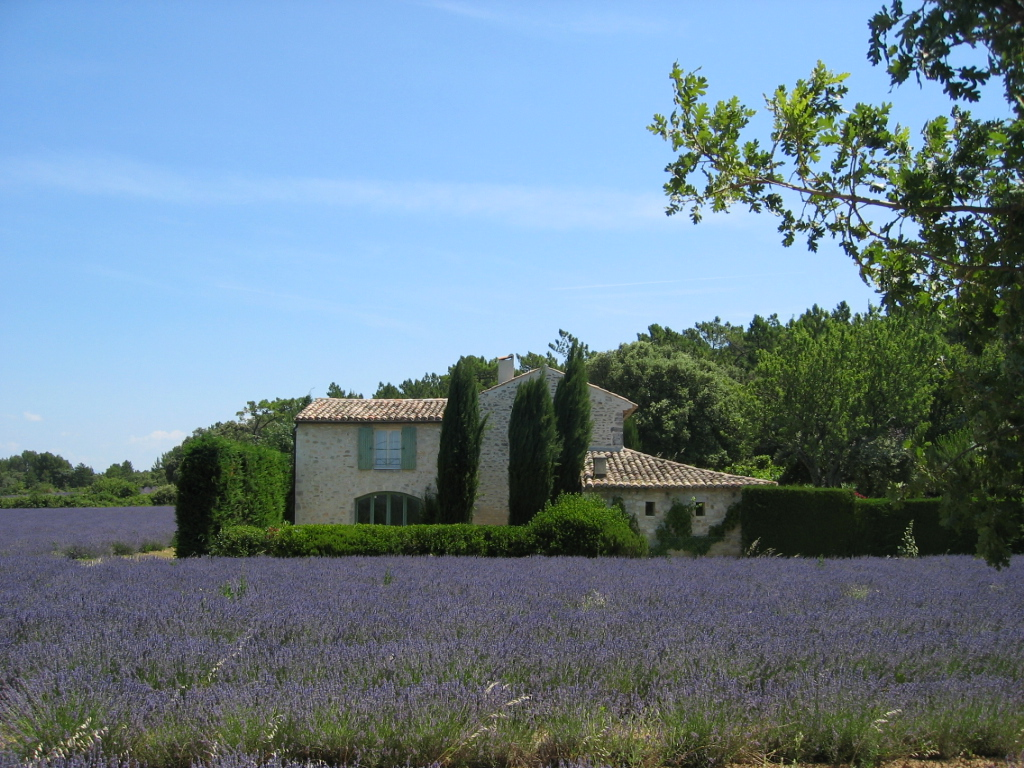
Champ de lavande en Drôme provençale.
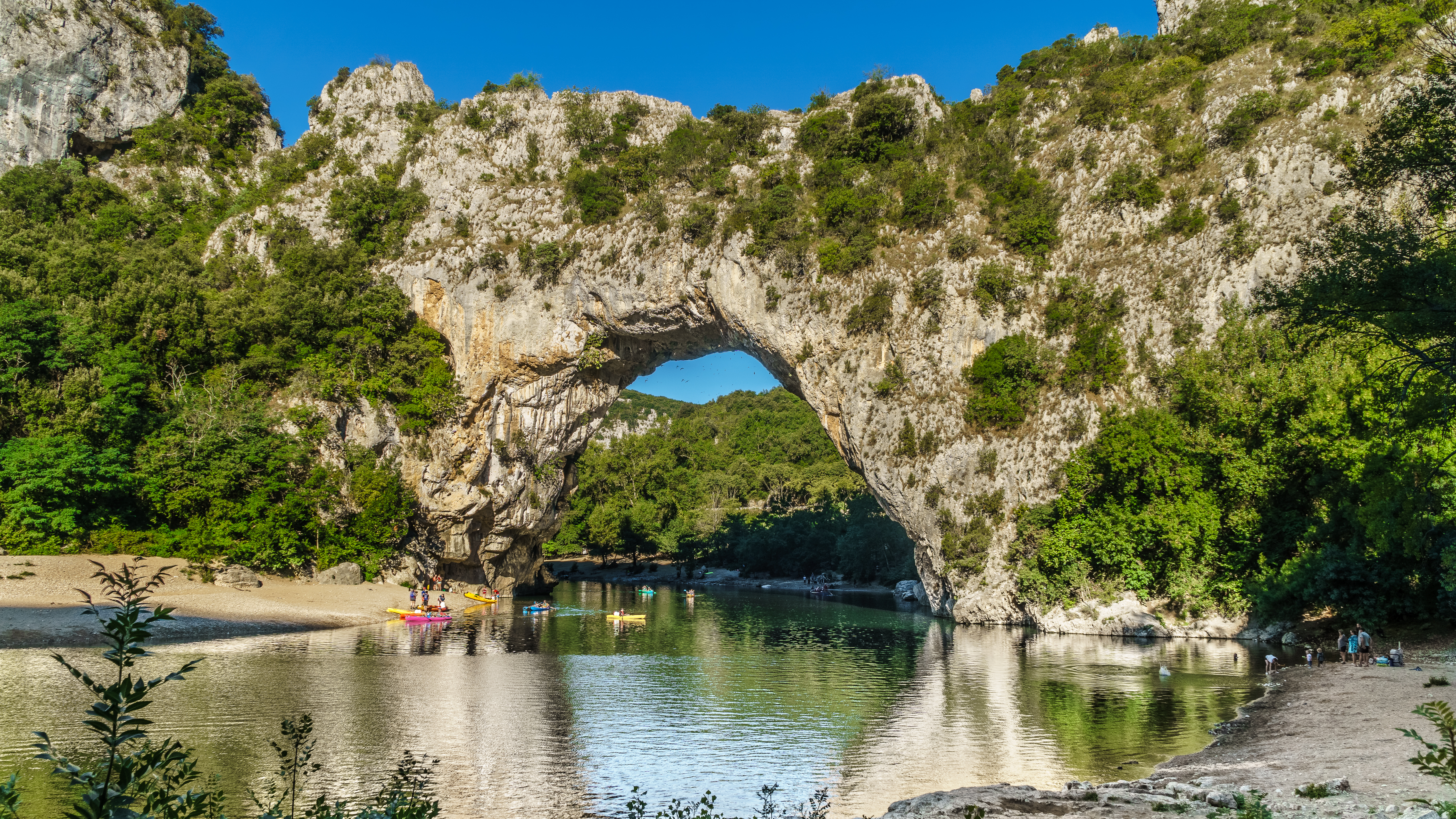
Vallon-Pont-d'Arc (Bas-Vivarais).

#### Alpes

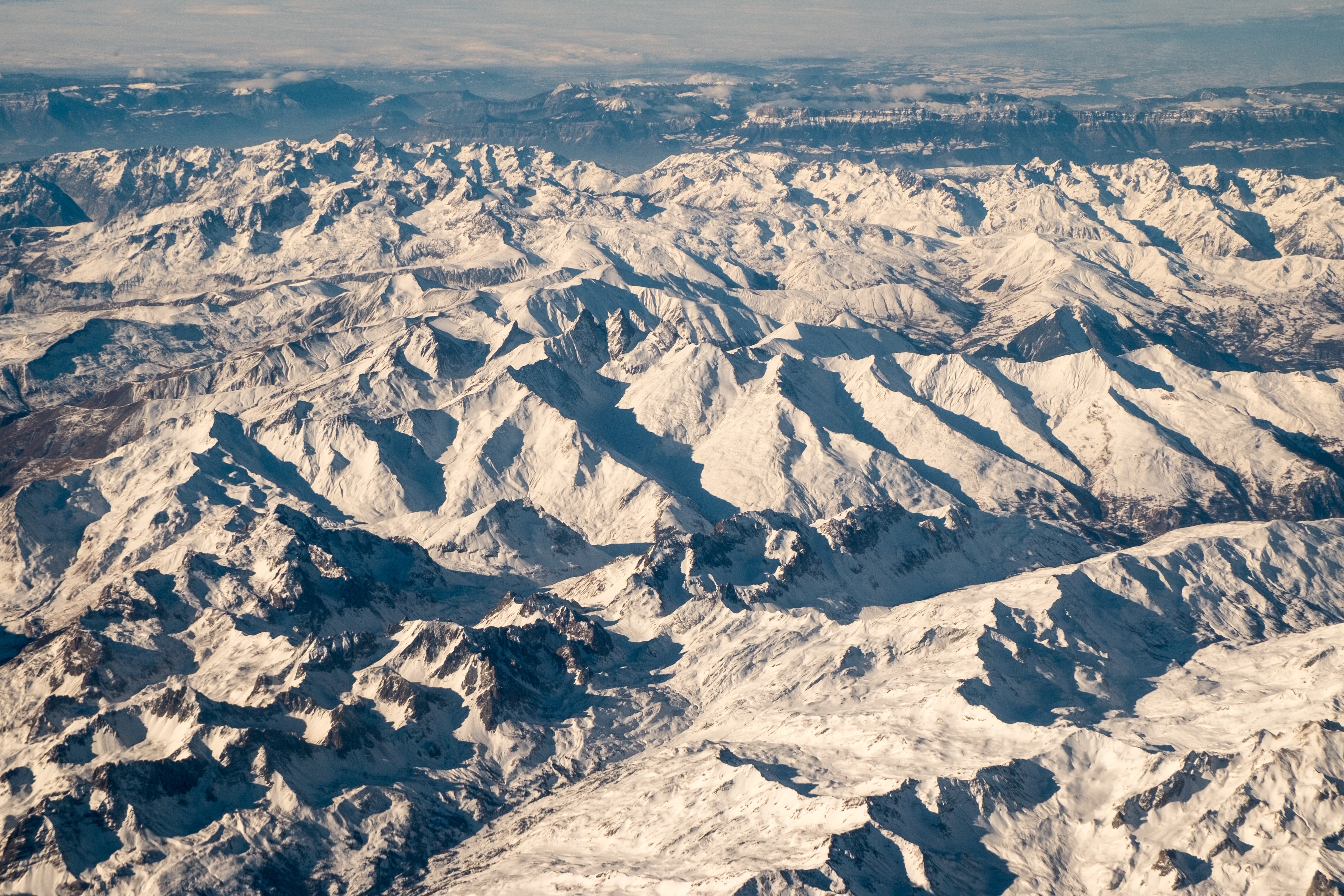
Les Alpes vues d'avion.

Les départements de la Drôme, de l'Isère, de la Savoie et de la Haute-Savoie sont partiellement situés dans les Alpes du Nord, qui se trouvent en grande partie dans la région. Les Alpes du Nord sont elles-mêmes un découpage des Alpes occidentales, majoritairement situées en France.
De très nombreux massifs composent ce territoire. On retrouve notamment, du nord au sud, le Chablais, les aiguilles Rouges, la chaîne des Aravis, les Bauges, le massif de la Chartreuse, la partie française du massif du Mont-Blanc, le massif de la Vanoise, le massif des Grandes Rousses, le massif des Écrins, le Vercors et une partie du Dévoluy. Les massifs comme la Chartreuse, le Vercors ou le Chablais forment un ensemble nommé les Préalpes, qui marquent la limite occidentale de la chaîne montagneuse.
Plus d'une centaine de sommets traversent les Alpes. La majorité des sommets alpins de plus de 4 000 mètres d'altitude situés en France se trouvent dans les massifs des Écrins et du Mont-Blanc, à commencer par le mont Blanc lui-même (4 806 m), point culminant de l'Europe occidentale. On y retrouve d'autres grands sommets comme les Droites (4 000 m), le dôme du Goûter (4 304 m), les Grandes Jorasses (culminant à 4 208 m à la pointe Walker), l'aiguille Verte (4 122 m) ou la barre des Écrins (4 101 m).
La région compte aussi de nombreux cols alpins célèbres notamment grâce au Tour de France, tels le Galibier (2 642 m) ou l'Iseran (2 764 m), plus haut col routier des Alpes et par conséquent du pays.

### Climats
La région est bordée à l'Ouest, à l'Est et au Nord-Est par le climat de montagne, au Nord-Ouest par le climat océanique, au centre par le climat semi-continental et au Sud par le climat méditerranéen.

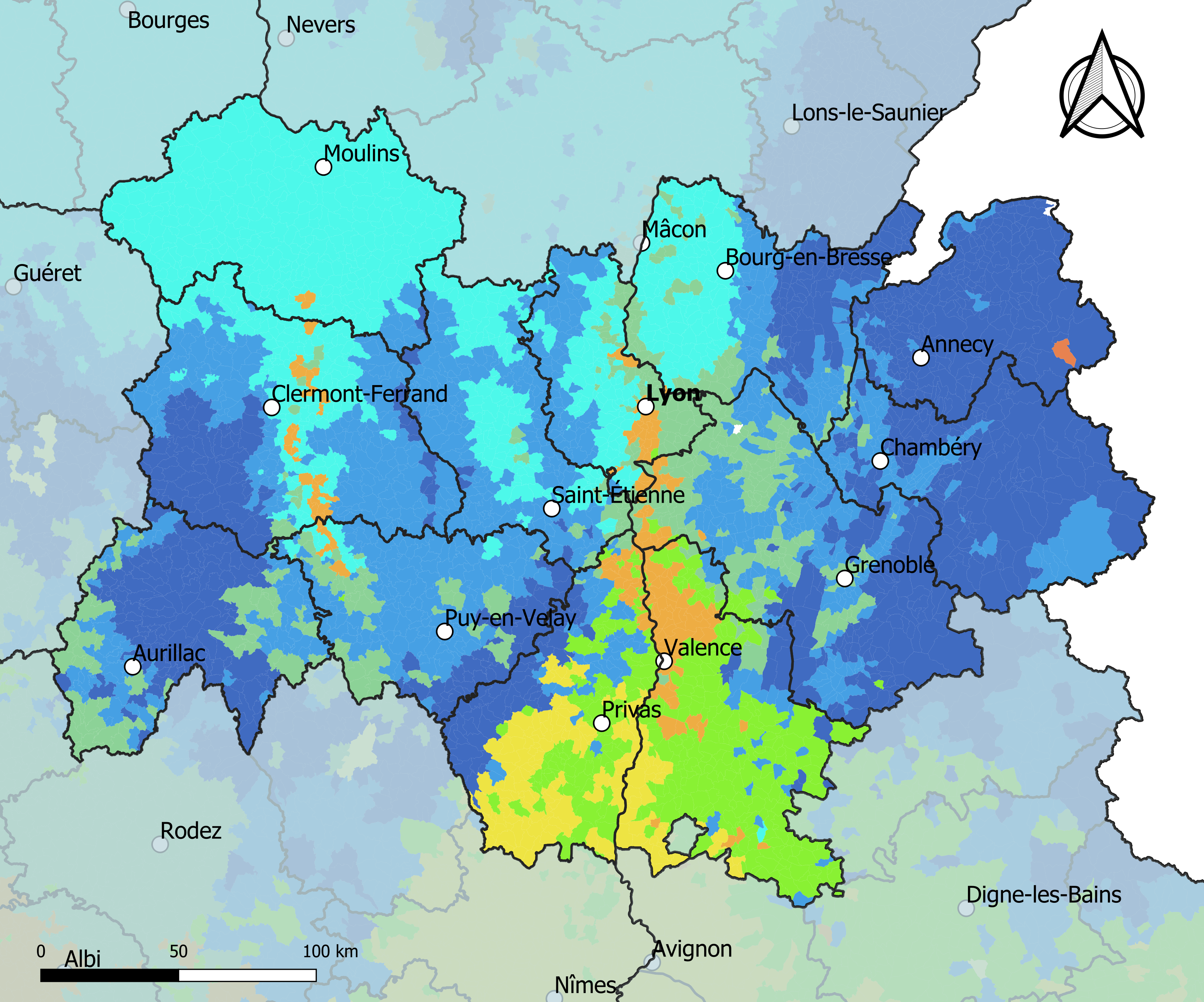
Zonage climatique de Joly et al. (2010).
1 : climats de montagne
2 : climat semi-continental et climat des marges montagnardes
3 : climat océanique dégradé des plaines du Centre et du Nord
4 : climat océanique altéré
6 : climat méditerranéen altéré
7 : climat du Bassin du Sud-Ouest
8 : climat méditerranéen franc

### Hydrographie
Les principaux cours d'eau navigables sont la Saône et le Rhône qui s'écoulent globalement du nord (Jura et Alpes) vers le sud et la mer Méditerranée.
La Loire et l'Allier traversent l'ouest de la région ; ils s'écoulent globalement du sud (Massif central) vers le nord puis vers l'océan Atlantique.
Affluents et sous-affluents
N. B. : Seuls les cours d'eau dépassant 40 km de longueur sont mentionnés dans ce tableau.
| du Rhône | de la Loire | de la Dordogne | de la Garonne                            |
| --- | --- | --- | ---------------------------------------- |
| - L’Arve - Le Fier - Les Usses - La Valserine - L'Ain - La Bienne - L'Oignin - L'Albarine - La Valouse - Le Suran - La Saône - La Chalaronne - La Veyle - La Reyssouze - le Gier - L'Isère - L'Arc - L'Arly - Le Drac - La Bonne - La Romanche - La Bourne - Le Furon - L'Herbasse - La Galaure - Le Guiers - La Drôme - L'Eygues - L'Ardèche - La Beaume - Le Chassezac - l'Eyrieux | - Le Lignon du Velay - L'Ance - L'Arzon - Le Furan - Le Lignon du Forez - Le Rhins - Le Sornin - L'Allier - Le Chapeauroux - L'Ance du Sud - La Seuge - La Desges - La Senouire - L'Alagnon - La Couze Pavin - La Morge - La Dore - Le Sichon - La Sioule - Le Sioulet - La Besbre - Le Cher - L'Aumance - L'Œil - La Marmande | - Le Chavanon - La Rhue - La Santoire - La Sumène - Le Mars - L'Auze - La Maronne - La Cère - La Jordanne - L'Authre | - Le Lot - La Truyère - Le Bès - Le Goul |

## Formation de la région

### Des provinces aux départements

Carte de la région avec ses départements et la métropole de Lyon, montrant les provinces qui existaient sur son territoire au XVIII.
Auvergne
Dauphiné
Savoie (annexée à la France en 1860)
Languedoc (Velay, Vivarais)
Bourbonnais
Gouvernement de Lyon (Lyonnais, Forez, Beaujolais)
Généralité de Bourgogne (Bresse, Bugey, Dombes, Gex)
Autres (dont Drôme provençale)

En 1790, les différentes divisions territoriales administratives et religieuses du royaume de France sont remplacées par les départements.
- L'Auvergne est partagée entre quatre départements : le Cantal, le Puy-de-Dôme et, dans une moindre mesure, l'Allier et la Haute-Loire[Note 1]. La partie restante du Brivadois est associée au Velay[Note 2] pour former la Haute-Loire.
- Le Bourbonnais a donné approximativement le département de l'Allier.
- La Bresse, le Bugey, la Dombes, le pays de Gex et une partie du Franc-Lyonnais sont réunis pour former le département de l'Ain.
- le Dauphiné est divisé en trois départements : la Drôme, les Hautes-Alpes et l’Isère[18].
- Le Lyonnais, ou plus précisément l'ancienne Généralité de Lyon, devient d'abord le département de Rhône-et-Loire. En 1793, le département est partagé en deux départements de la Loire, correspondant à la région du Forez, et du Rhône réunissant le Beaujolais, le Lyonnais et la ville de Lyon.
- Le Vivarais devient le département de l'Ardèche.
- En 1860, le duché de Savoie est réuni à la France et divisé en deux départements de la Savoie et la Haute-Savoie.
- Le 1er janvier 2015, Lyon et 58 autres communes sont détachées du département du Rhône pour former la métropole de Lyon, unique métropole à statut de collectivité territoriale de France[19].

### Deux régions: l'Auvergne et Rhône-Alpes

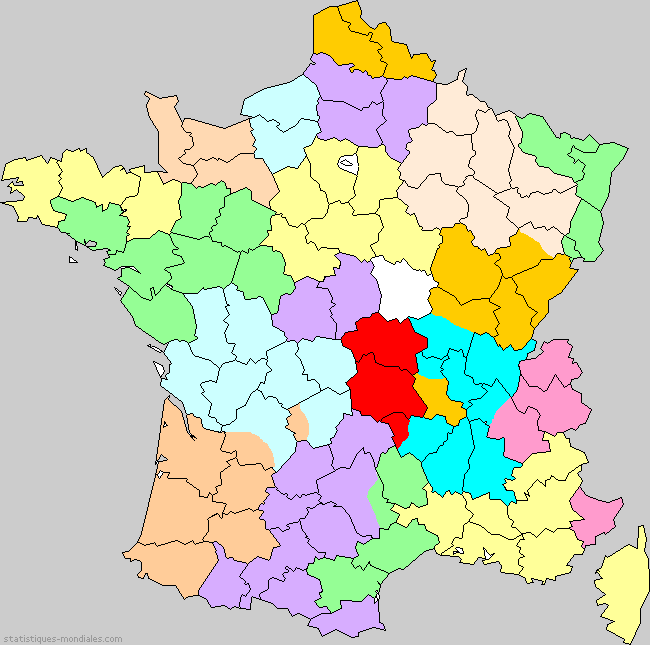
Les régions économiques Clémentel en 1919.

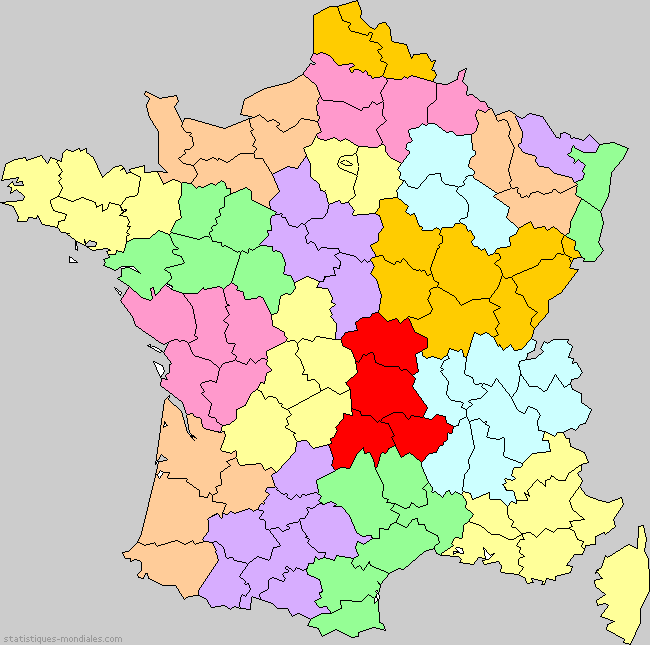
Les préfectures régionales de l'État français en 1941.

Le 5 avril 1919, sur la proposition d'Étienne Clémentel, ministre du Commerce et de l'Industrie, le gouvernement institue des « groupements économiques régionaux » ou « régions économiques » fondés sur le périmètre des chambres de commerce. Celle de Clermont-Ferrand comprend l’Allier, le Puy-de-Dôme et l’arrondissement de Brioude dans la Haute-Loire. Le Cantal dépend de la région de Toulouse. La région de Lyon comporte les départements du Rhône, de l'Ain, de l'Ardèche, de la Drôme, la moitié sud de la Saône-et-Loire, le tiers nord de la Loire et le tiers nord de l'Isère. La région de Grenoble est composée des deux tiers sud de l'Isère, de la Savoie, de la Haute-Savoie ainsi que du département des Alpes-Maritimes.
En 1941, le gouvernement du maréchal Pétain regroupe les départements en « régions » placées sous l’autorité d’un préfet régional. Après plusieurs modifications, la région de Lyon réunit les départements de l'Ain, de l'Ardèche, de la Drôme, de l'Isère, de la Loire, du Rhône, de la Savoie et de la Haute-Savoie. Celle de Clermont-Ferrand comprend le Cantal, la Haute-Loire, le Puy-de-Dôme, ainsi que la partie non occupée de l'Allier.
En 1955, le gouvernement d'Edgar Faure crée les « programmes d'action régionale ». L'arrêté ministériel du 28 novembre 1956 vient préciser la composition des régions concernées, dont celle d'Auvergne avec ses quatre départements, ainsi qu'une région du Rhône et une autre des Alpes.
Enfin en 1960, le gouvernement Debré décide la création de circonscriptions d'action régionale, les régions Auvergne et Rhône-Alpes apparaissent alors dans leur forme définitive.

### Préfiguration de la grande région

1948 - Carte des Igamies.

Entre 1948 et 1964, l’État institua les igamies. Il s’agissait de circonscriptions à vocation économique administrées par un représentant de l'État. Elles correspondaient aux régions militaires et permettaient de coordonner l'action des préfets de départements. L’igamie de Lyon couvrait les mêmes départements que l’Auvergne-Rhône-Alpes.
En décembre 1961, un groupe de travail d'experts nationaux des politiques régionales établit une délimitation régionale de la Communauté économique européenne, essentiellement dans un but d’études statistiques. En France, neuf « Grandes Régions socio-économiques » furent définies par l’Insee. La région Massif Central regroupait l’Auvergne et le Limousin, alors que la région Sud-est regroupait la Bourgogne et Rhône-Alpes. Ces régions furent remplacées en 1967 par huit ZEAT également reprises par l'Union européenne dans la catégorie NUTS-1. La région Centre-est correspondait également à l’ensemble Auvergne-Rhône-Alpes.

### La proposition de la commission Balladur

Étude no 1 (15 régions). L'Auvergne est réunie au Limousin, Rhône-Alpes reste en l'état.

Étude no 2 (15 régions). L'Auvergne et Rhône-Alpes sont réunies.

En 2009, le Comité pour la réforme des collectivités locales, dirigé par l'ancien Premier ministre Édouard Balladur, propose de ramener le nombre de régions françaises de 22 à 15. Le rapport fait deux propositions. La première propose de laisser la région Rhône-Alpes en l'état mais d'unir l'Auvergne avec le Limousin. La seconde propose de réunir l'Auvergne et Rhône-Alpes. Le président de la Région Rhône-Alpes Jean-Jack Queyranne objecte alors que « Rhône-Alpes n'a pas de visées expansionnistes » et qu'il n'envisage pas une fusion entre l'Auvergne et Rhône-Alpes car « Une fusion ne correspondrait ni à la réalité ni à l'efficacité économique ». Il en profite pour rappeler que « Rhône-Alpes était déjà une région de taille européenne, qu’elle était plus peuplée que dix États de l’Union européenne » et « qu'il ne voyait pas l’intérêt de s’étendre ». Son homologue auvergnat René Souchon est tout aussi opposé et affirme : « Cette idée est stupide parce que l'Auvergne a une forte identité historique, géographique, économique et la supprimer ne résout rien et n'apporte pas plus d'efficacité ».

### Une réforme mal accueillie
Le 2 juin 2014, dans le cadre de l'Acte III de la décentralisation, le président François Hollande annonce le passage de 22 à 14 régions métropolitaines. Toutes les études proposées dans le cadre du projet envisagent de réunir Rhône-Alpes et l'Auvergne.
La proposition est mal accueillie en Auvergne. Un sondage LH2-SPQR montre alors que 79 % des Auvergnats expriment un attachement fort à leur région, que 50 % sont défavorables au regroupement de leur région avec une autre et que 77 % ont peur de voir leur région disparaître.
Part du PIB par régions en 2015 :
- Auvergne, 34 mrd. € (14,5 %)
- Rhône-Alpes, 200 mrd. € (85,5 %)

Maxime Maury, directeur régional de la Banque de France pour l’Auvergne souligne que le poids économique de l’Auvergne se situe entre 14 et 17 % du poids de Rhône-Alpes et affirme « qu’il est difficile de parler d'une fusion mais plutôt d’une absorption ». Daniel Dugléry, le président du groupe d’opposition au Conseil régional, n'hésite pas à rajouter : « Notre région n’est pas en état de marche. Rhône-Alpes nous bouffera ».
Vincent Descoeur, le président du Conseil général du Cantal, fustige le projet de fusion. Selon lui, il s'agit « du pire scénario pour le département du Cantal. Un scénario qui ignore le Massif central et surtout qui consacre l’éloignement des centres de décision ». René Souchon, le président du Conseil régional d'Auvergne, émet la crainte que, dans le cas où il en aurait la possibilité, le Cantal rejoigne la région de Toulouse et provoque ainsi l'éclatement de l'Auvergne.
Ce dernier propose alors une région regroupant une dizaine de départements du Massif Central. Les négociations entre régions se poursuivant, il propose dans un deuxième temps le regroupement des régions Centre, Auvergne et Limousin,.
À l'inverse, le député-maire du Puy Laurent Wauquiez prononce un avis favorable. Pour lui, la Haute-Loire a une carte à jouer dans cette réforme alors qu'une grande région au cœur de la France ne le convainc pas.
Dans la région Rhône-Alpes, la proposition gouvernementale suscite moins d'opposition. Pour rassurer ses voisins, Jean-Jack Queyranne affirme « qu'il n’a jamais eu de velléités d’annexion et n’entend pas exercer une centralisation des décisions depuis Lyon ».

### Résignation et désillusion
Malgré ces oppositions, le gouvernement de Manuel Valls reste ferme. Les deux régions doivent obtempérer et une négociation est initiée. Au terme de celle-ci, il est décidé que les assemblées plénières du conseil régional se feront à Lyon et que les commissions permanentes se feront à Clermont-Ferrand. L'administration des quatre départements auvergnats restera sur le territoire de l'Auvergne pour gérer la proximité.
D'autre part, les deux présidents de région ont décidé du maintien de deux directions de la future grande région (les nouvelles technologies du numérique au service de l’aménagement et du développement des territoires ruraux et de montagne, ainsi que l’agriculture et la forêt) à l'Hôtel de région de Clermont-Ferrand.
René Souchon a également émis le souhait que cette déconcentration régionale s’accompagne du maintien d’au moins une administration de l’État à compétence territoriale Auvergne-Rhône-Alpes[pas clair] à Clermont-Ferrand, comme celle de l’agriculture et du développement rural.
Le 8 avril 2016, Valéry Giscard d'Estaing exprime son désaccord avec la création de la nouvelle région. Selon son analyse « une région comme l'Auvergne pouvait avoir un pouvoir et peser sur les décisions ; dans une grande région elle ne pourra pas peser. Toutes les administrations de conception vont partir pour Lyon et l'Auvergne a beaucoup à y perdre »,.
Cette nouvelle région regroupe des espaces très différents les uns des autres, tant sur le plan géographique (relief, climat) que sociologique, économique ou même culturel (langues régionales, traditions populaires), comme c'était déjà le cas pour la région Rhône-Alpes ainsi que, dans une moindre mesure, pour la région Auvergne constituant une région plus homogène. Si les anciennes régions Rhône-Alpes et Auvergne bénéficient chacune d'une cohérence liée aux axes de communication et à l'attraction de leur métropole respective, le nouvel ensemble apparaît hétérogène et suscite une vive opposition de certains élus locaux ainsi que d'une partie de la population lors de sa création,,,.

## Politique
Les élections des 6 et 13 décembre 2015 ont été gagnées par le maire du Puy-en-Velay et ancien ministre, Laurent Wauquiez (LR). Ce dernier a été réélu lors des élections régionales du 27 juin 2021.
La Région signe en 2019 une charte avec plusieurs partenaires pour porter la méthanisation à 12% de la production énergétique en 2030, en s'appuyant sur des ressources tant agricoles qu'urbaines, notamment en subventionnant des installations.

## Économie
Auvergne-Rhône-Alpes est la deuxième région économique française, derrière l'Île-de-France. Elle est la 8e région économique européenne. Elle représente un peu plus de 10% de la richesse nationale, un peu plus de 10% des emplois, des entreprises, et son PIB est comparable à celui du Danemark. Elle se distingue en France par un fort emploi industriel, puisqu'elle est première dans ce domaine. Cette industrie se structure autour de la fabrication de machines, de produits électroniques, de textiles, de produits chimiques et agro-alimentaires.

## Axes de communication et transports

### Lignes ferroviaires
La région est traversée par la ligne à grande vitesse Rhône-Alpes. Le trafic régional est organisé en un réseau, TER Auvergne-Rhône-Alpes.

#### Lignes à grande vitesse

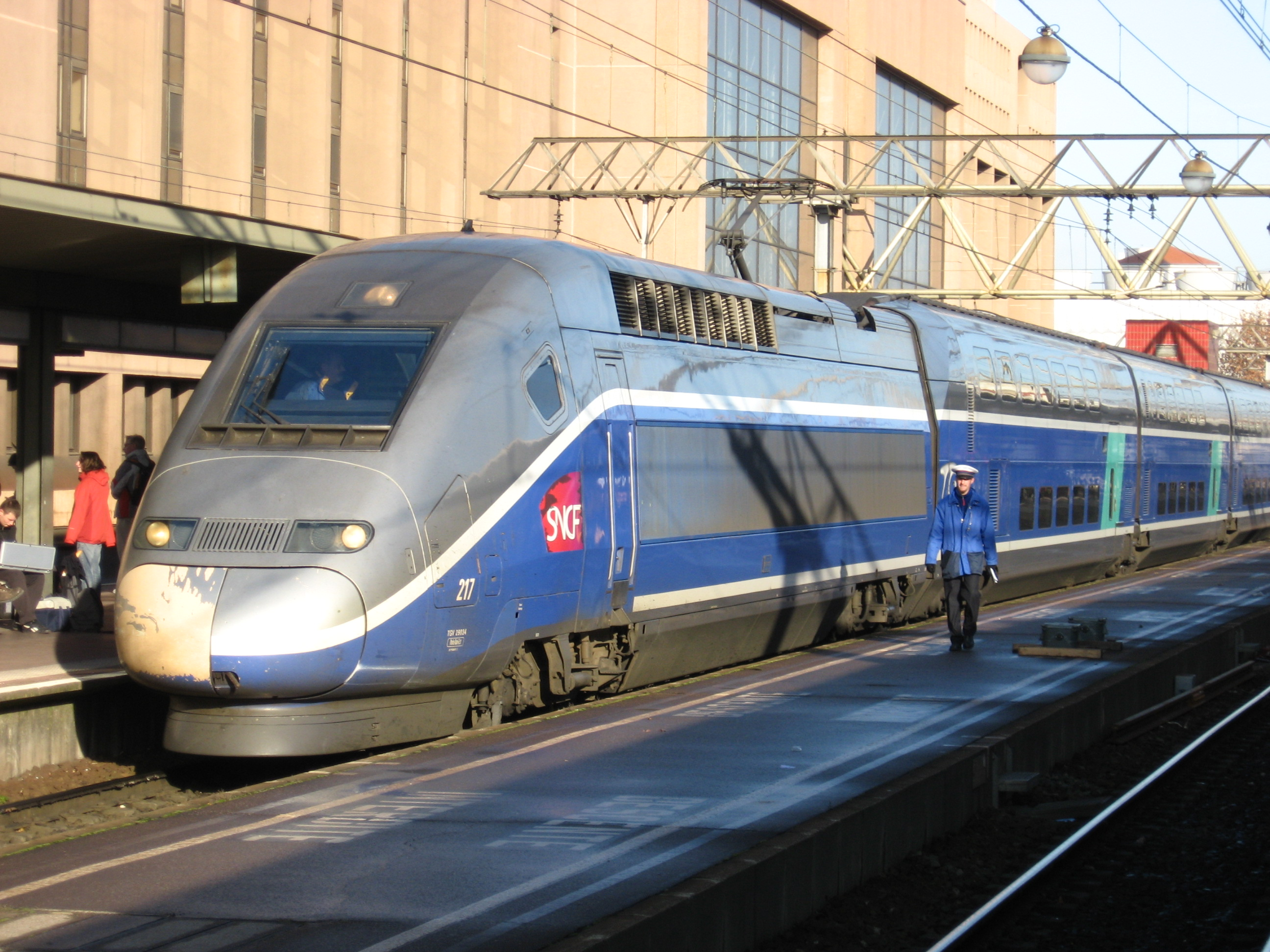
Train en gare de Lyon-Part-Dieu.

Le TGV dessert de nombreuses villes de la région, toutes situées dans la vallée du Rhône ou dans les Alpes, à part la gare de Saint-Étienne-Châteaucreux. En 2017 le temps de trajet entre Lyon et Paris descendait jusqu'à 1 h 57 min et celui entre Lyon et Marseille à 1 h 40 min. Les départements auvergnats restent à l'écart du réseau TGV et souffrent d'un infrastructure ferroviaire vieillie et peu performante. Le temps de trajet Paris - Clermont-Ferrand est d'environ 3 h 40 min ; les trains desservant cette ville ne sont plus en mesure d'être accueillis en gare de Lyon.
Les liaisons TGV desservant les départements Rhône-Alpins sont les suivantes :
- vers le réseau LGV Méditerranée (dessert notamment Marseille et Montpellier) : Lyon-Part-Dieu, Valence TGV, Montélimar (à terme peut-être compromise par la future gare d'Allan) ;
- vers Paris : Lyon-Part-Dieu, Valence TGV, Bourg-en-Bresse, Bellegarde, Thonon-les-Bains, Évian-les-Bains, Montélimar, Grenoble, Saint-Étienne, Annecy, Chambéry, Bourg-Saint-Maurice, Cluses, Saint-Gervais-les-Bains-Le Fayet, Saint-Jean de Maurienne et Modane, etc ;
- la liaison TGV Paris-Grenoble dessert la gare et aéroport international de Lyon-Saint-Exupéry ;

De plus, d'autres voies sont en projet ou en construction ;
- la liaison TGV Paris-Milan qui dessert l'aéroport de Lyon, Chambéry, Saint-Jean de Maurienne et Modane
- une ligne en construction vers le nord-est desservira Dijon, Besançon, Strasbourg, Lyon Part-Dieu et Bourg-en-Bresse.

Il existe un projet de ligne TGV vers l'Italie qui devrait desservir Turin. Celle-ci partirait de Lyon Part-Dieu jusqu'à la Chambéry. Un projet de ligne LGV Paris Orléans Clermont-Ferrand Lyon a été évoqué mais sa réalisation n'est pas prévue à court ou à moyen terme.

#### Réseau régional

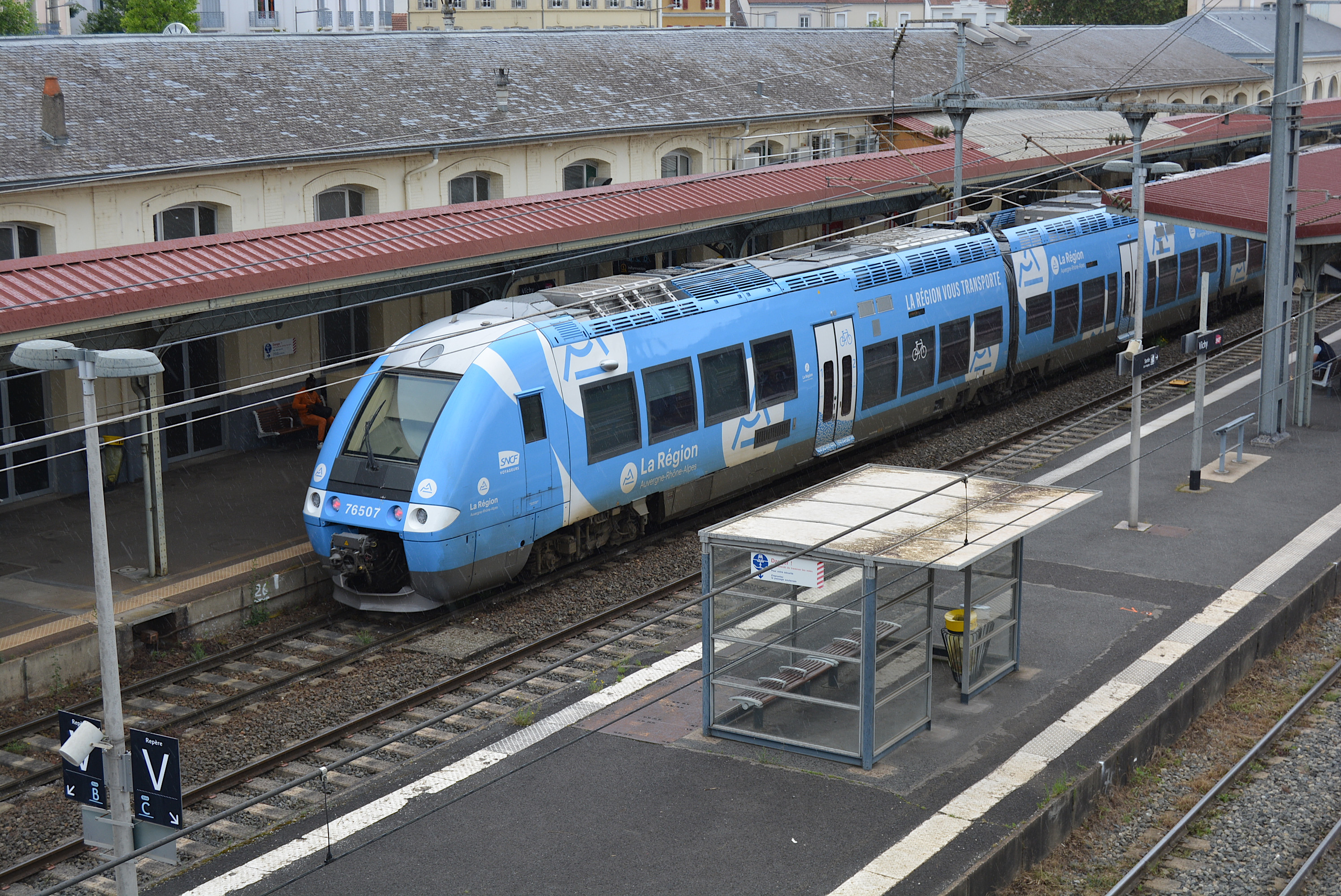
TER Auvergne-Rhône-Alpes dans la gare de Vichy.

Le réseau des Trains express régionaux d'Auvergne-Rhône-Alpes est le fruit du regroupement de deux anciens réseaux aux caractéristiques très différentes : le réseau TER Rhône-Alpes et le réseau TER Auvergne. Le réseau rhônalpin était l'un des plus denses de France alors que son homologue auvergnat ne comportait que quatre-vingts gares et 1 037 km de voies (dont seulement 106 km électrifiées). Les deux anciens réseaux ne sont reliés l’un à l’autre que par deux voies secondaires non électrifiées. L’ensemble ainsi formé apparait comme peu cohérent.
La Chambre régionale des comptes Auvergne-Rhône-Alpes dans un rapport de 2024 consacré l'évaluaiton de la politique de matériel roulant ferroviaires de la région donne les chiffres de synthèse (non compris Léman express) :
Sur l'importance du réseau : en moyenne 1400 circulations de trains par jour, qui transportent 220 000 voyageurs qui effectuent plus de 8 millions de km, sur 3 600 km de lignes..
Sur l'évolution de la fréquentation : Entre 2015 et 2022, la fréquentation (en passager-kilomètre) a augmenté de 13 % en Auvergne-Rhône-Alpes contre 41 % en France. L’offre de train (en train-kilomètre) a baissé de 6 % en Auvergne-Rhône-Alpes alors qu’elle a progressé de 10 % en France.
Sur le matériel roulant : il comprend près de 400 rames, soit près de 18 % du parc national ; dont l’âge moyen  est de 18 ans (19 ans en France).  Ce parc compte 15 séries différentes, dont des rames très modernes (17 Régiolis, dont l’âge moyen est de 3 ans), et des bien  plus anciennes (32 rames CORAIL, de 40 ans d’âge moyen). Les  10 ateliers de maintenance sont  principalement centrés sur le nœud ferroviaire lyonnais.
Sur les recettes et les tarifs :  En 2022, le coût de fonctionnement du TER est de 820 M€) dont  75 % est financé par la Région. Les usagers financent 33 % du service.  Les trois quarts de ces recettes provenant des non-abonnés.
- La ligne ferroviaire Lyon - Saint-Étienne, est une des lignes régionales de province en France les plus fréquentées. La liaison Mâcon-Lyon est également très fréquentée.
- Un projet de RER baptisé Réseau express de l'aire urbaine lyonnaise est, en 2022, supposé se réveiller[49].
- La ligne dite du Sillon Alpin est une ligne à forte fréquentation reliant Valence-Ville, Valence TGV, Grenoble, Grenoble-Universités-Gières, Chambéry, Aix-les-Bains, Annecy et Genève. La région Rhône-Alpes a engagé de 2007 à 2009 d'importants travaux de modernisation de l'axe dit du Sillon alpin sud entre Romans et Moirans (ligne Valence - Moirans) ainsi que Gières - Montmélian (ligne Grenoble - Montmélian) avec remise à double voie de la section de ligne Romans - Moirans. Les travaux d'électrification intégrale concernent Valence - Grenoble - Montmélian. À Valence TGV, une bretelle raccorde directement la ligne classique à la ligne TGV.
- Pendant les week-ends des vacances d'hiver, les gares de Bourg-Saint-Maurice, Saint-Jean-de-Maurienne et Modane sont parmi les gares les plus fréquentées d'Auvergne-Rhône-Alpes avec des TGV venant de Paris, Londres ou Bruxelles.
- Dans la région genevoise, le RER transfrontalier Léman Express a été complètement mis en service le 15 décembre 2019 et relie grâce à ses six lignes Évian-les-Bains (L1), Annecy (L2), Saint-Gervais-les-Bains (L3), Annemasse (L4), La Plaine (L5), Bellegarde-sur-Valserine (L6) à Genève et Coppet[50] ;
- La liaison Lyon - Clermont comporte des sections non électrifiées et souffre d'une desserte irrégulière et lente.
- La voie reliant Saint-Étienne au Puy-en-Velay est une voie unique et sinueuse non électrifiée.
- La ligne Paris - Clermont-Ferrand est exploitée avec un matériel vétuste[51]. L'infrastructure est dégradée et le temps de parcours entre les deux villes s'allonge au fil des ans[52]. En 2020 un plan de rénovation était à l'étude.
- Les autres lignes auvergnates sont menacées ou déjà abandonnées comme la ligne Clermont - Tulle[53].

#### Lignes touristiques

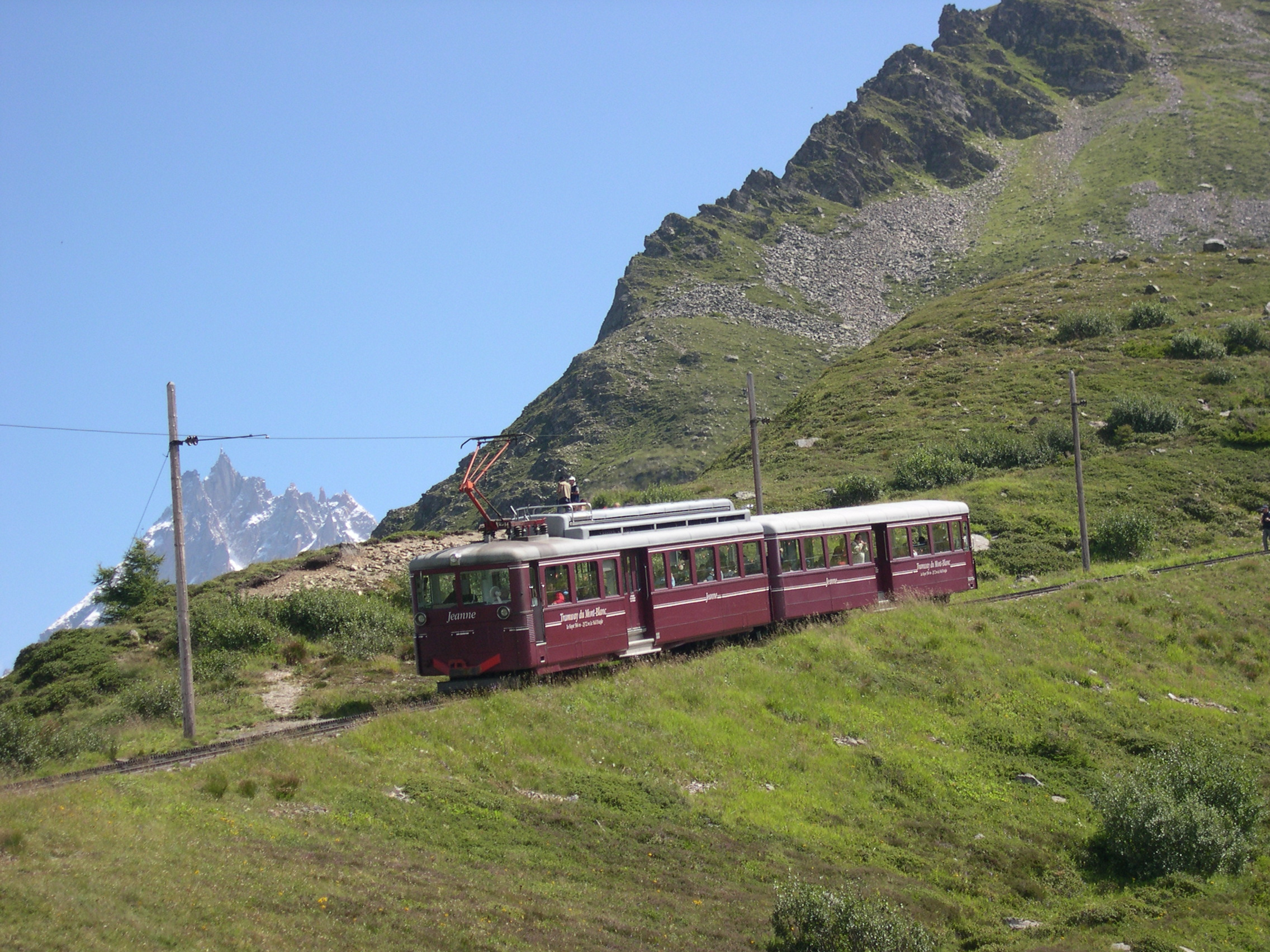
Tramway du Mont-Blanc.

Enfin, la région dispose de lignes ferroviaires touristiques circulant au cœur de beaux paysages :
- la ligne des Alpes de la SNCF Grenoble – Clelles – Veynes - Dévoluy – Gap (avec correspondances à Veynes - Dévoluy pour Sisteron, Aix-en-Provence et Marseille) ;
- la ligne franco-suisse SNCF (ligne Saint-Gervais - Vallorcine) - TPC (Chemin de fer Martigny–Châtelard) Saint-Gervais – Chamonix – Vallorcine – Martigny ;
- le chemin de fer du Vivarais, en Ardèche ;
- le chemin de fer de la Mure, au sud de Grenoble ;
- le chemin de fer du Montenvers, près de Chamonix, dans le massif du Mont-Blanc ;
- le tramway du Mont-Blanc, au Fayet près de Saint-Gervais-les-Bains, dans le massif du Mont-Blanc ;
- le Panoramique des Dômes, chemin de fer à crémaillère qui permet l'accès au sommet du puy de Dôme ;
- le Tour du Cantal en train ;
- la Gentiane express, train touristique de Riom-ès-Montagnes et Lugarde-Marchastel, basé à Bort-les-Orgues ;
- le train touristique du musée de la mine de Noyant-d'Allier ;
- le train Agrivap dans la vallée de la Dore aux alentours d'Ambert.

### Réseau routier

#### Autoroutes

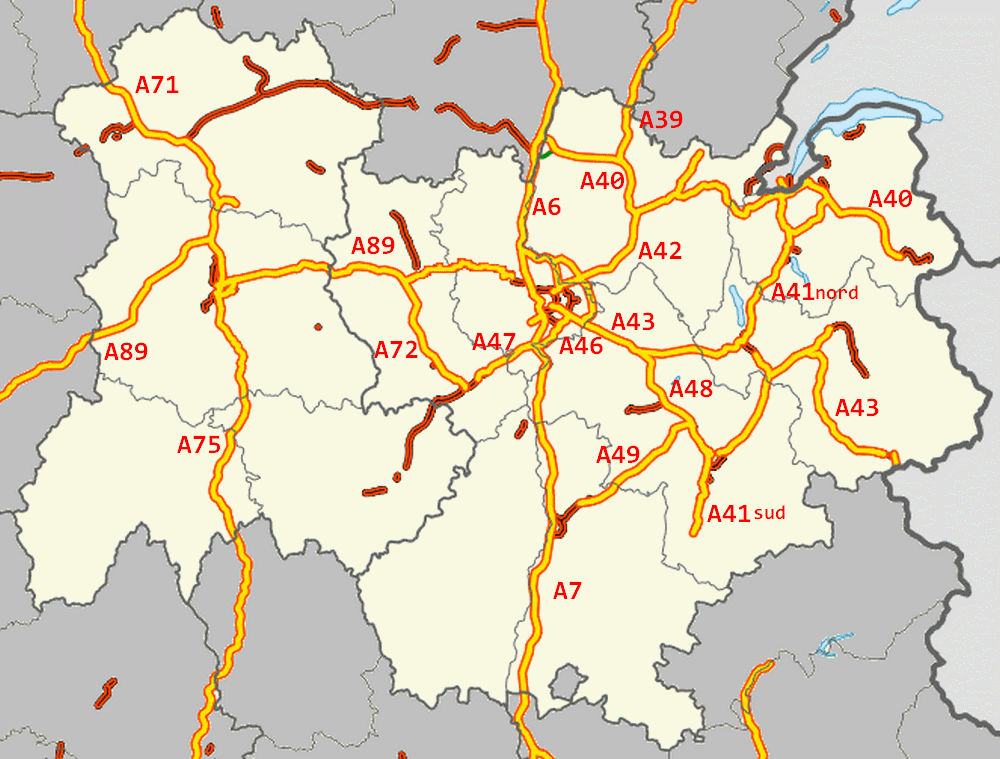
Réseau autoroutier de la région Auvergne-Rhône-Alpes.

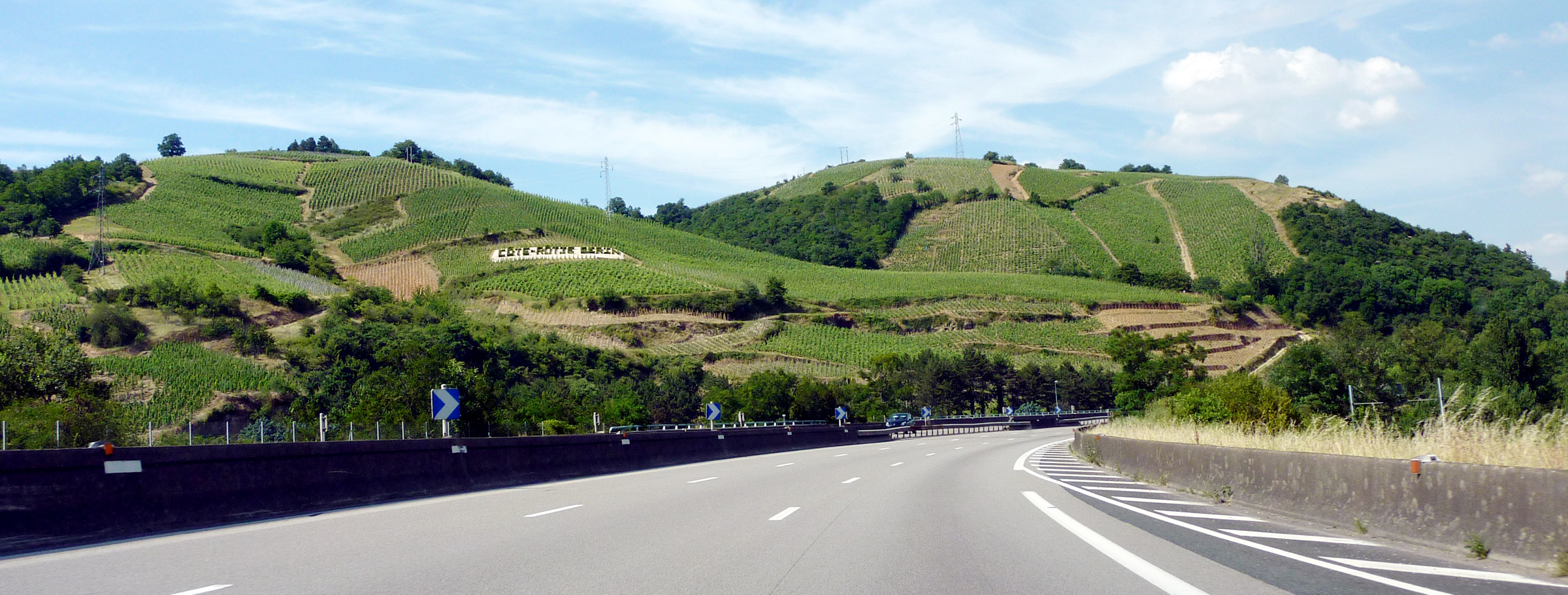
L'autoroute A7 à Vienne en direction de Lyon.

L’Auvergne-Rhône-Alpes est une région comprenant un réseau autoroutier dense surtout entre les Alpes et Lyon, carrefour autoroutier entre le Nord, le Sud et l'Italie. En excluant l'Ardèche, tous les départements sont au moins traversés par une voie autoroutière (même si en Haute-Loire il n'y qu'une petite quinzaine de kilomètres de l'A75 à l’extrême nord-ouest du département).
L'une des voies les plus empruntées est l'autoroute A6 débutant et se terminant à Lyon. La voie continue au sud en direction de la Méditerranée en prenant le nom d'A7, elle suit la vallée du Rhône. L'autoroute A46 est une voie de substitution de l'autoroute du Soleil à hauteur de la capitale régionale. En outre, Lyon prouve sa position de carrefour avec l'A40 qui la connecte avec Genève et l'A43 partant en direction de Turin en passant par Chambéry et le tunnel du Fréjus.
Clermont-Ferrand est aussi un carrefour autoroutier étant donné qu'elle est reliée à Paris et Orléans par l'intermédiaire de l'A71, à Montpellier et Béziers grâce à l'A75. L'autoroute A89 relie la capitale auvergnate à Bordeaux et la connecte à l'ancienne région rhônalpine puisque la voie se termine à Lyon via Thiers.
D'autres villes concentrent des autoroutes comme Grenoble avec l'A41, l'A48 et l'A51, Saint-Étienne avec l'A47 et l'A72 ou Clermont-Ferrand avec l'A711, l'A712, l'A75 et l'A71.
Dans l'Allier, l'autoroute A79 constitue une partie de la Route Centre-Europe Atlantique. Ouverte en 2022, elle remplace la route nationale 79, tristement surnommée la route de la mort du fait de sa dangerosité et de son nombre important d'accidents graves.

#### Autres voies

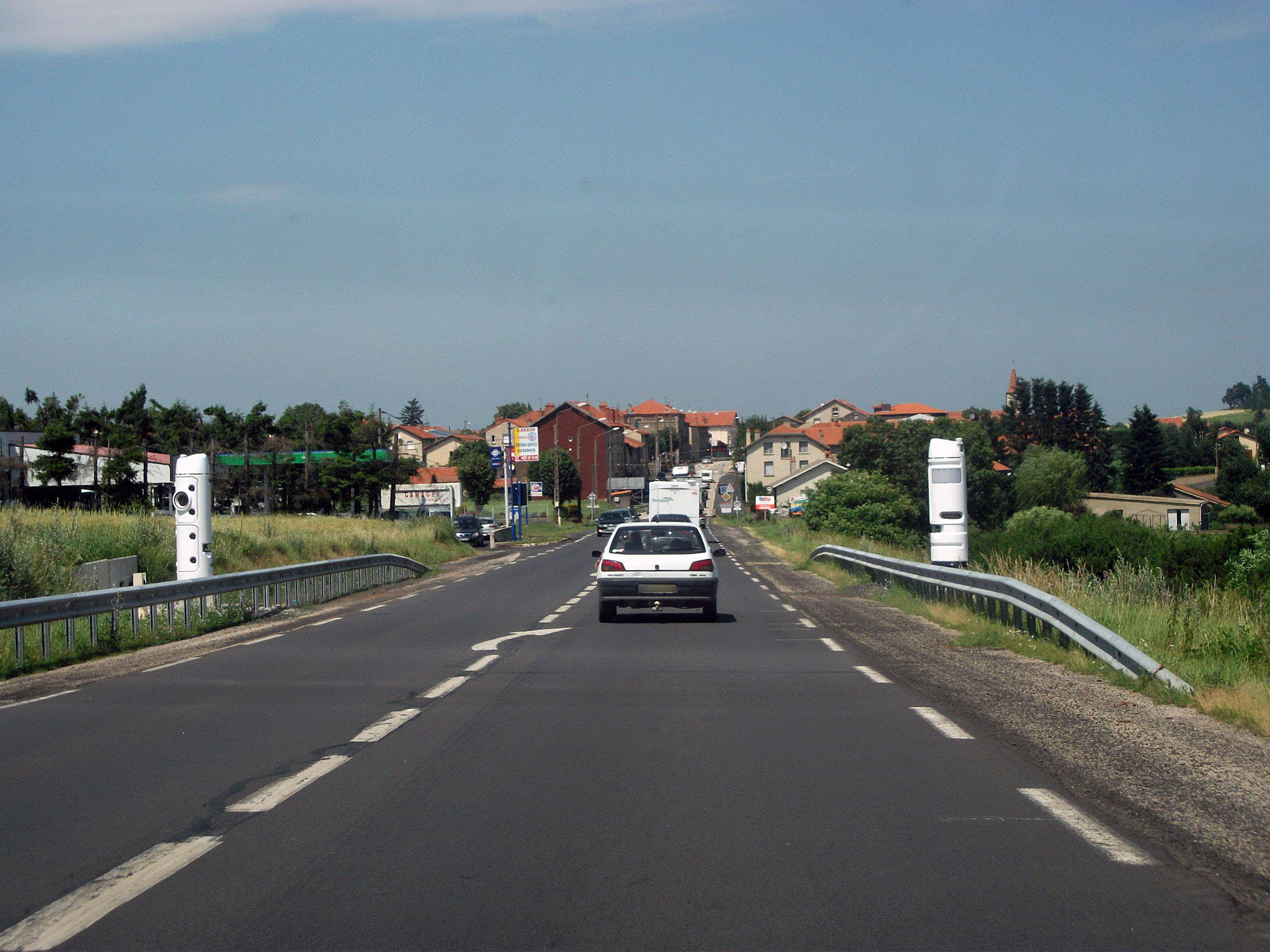
La route nationale 88 en direction du Puy.

En plus des autoroutes, le trafic routier de la région est concentré autour des voies nationales telles que la route nationale 7 qui passe en périphérie de Moulins, Roanne et Lyon avant de suivre la vallée du Rhône jusqu'à Valence où elle constitue une rocade pour cette ville puis se dirige vers Avignon.
Dans certains départements comme le Cantal, la Haute-Loire ou l'Ardèche, des routes nationales importantes (N88, N102, N122) complètent le maillage autoroutier et relient les villes moyennes aux métropoles régionales.
Certaines rocades de grandes villes sont classées routes nationales. C'est le cas à Lyon, Saint-Étienne, Grenoble ou Valence.

### Trafic aérien
Le principal aéroport de la région est celui de Lyon-Saint-Exupéry, 4e aéroport français et 54e aéroport européen en 2014. L'aéroport de Genève (32e aéroport européen), bien que n'étant pas sur le territoire de la région, dessert une grande partie de celle-ci.
Les aéroports de Clermont-Ferrand-Auvergne, Saint-Étienne-Loire, et d'Aurillac accueillent un trafic bien plus faible, tandis que les aéroports de Grenoble et Chambéry sont principalement utilisés l'hiver par des compagnies aériennes à bas prix et des compagnies aériennes charter.

## Administration

Préfectures de la région Auvergne-Rhône-Alpes.

### Divisions administratives
- Superficie : 69 711 km2
- Population : 8 163 884 habitants (en 2022)
- Préfecture régionale : Lyon
- Préfectures : Bourg-en-Bresse, Moulins, Privas, Aurillac, Valence, Grenoble, Saint-Étienne, Le Puy-en-Velay, Clermont-Ferrand, Chambéry, Annecy
- Densité : 117,1 habitants/km2 (en 2022)

| Département ou métropole | Département ou métropole | Préfecture       | Sous-préfectures                                         | Superficie (km2) | Population (en 2022) | Densité (hab./km2) |
| ------------------------ | ------------------------ | ---------------- | -------------------------------------------------------- | ---------------- | -------------------- | ------------------ |
| 01                       | Ain                      | Bourg-en-Bresse  | Belley, Gex et Nantua                                    | +0005 762,       | 671 289              | +117,              |
| 03                       | Allier                   | Moulins          | Montluçon et Vichy                                       | +0007 340,       | 334 715              | +46,               |
| 07                       | Ardèche                  | Privas           | Largentière et Tournon-sur-Rhône                         | +0005 529,       | 333 229              | +60,               |
| 15                       | Cantal                   | Aurillac         | Mauriac et Saint-Flour                                   | +0005 726,       | 144 399              | +25,               |
| 26                       | Drôme                    | Valence          | Die et Nyons                                             | +0006 530,       | 521 432              | +80,               |
| 38                       | Isère                    | Grenoble         | La Tour-du-Pin et Vienne                                 | +0007 431,       | 1 291 380            | +174,              |
| 42                       | Loire                    | Saint-Étienne    | Montbrison et Roanne                                     | +0004 781,       | 772 041              | +162,              |
| 43                       | Haute-Loire              | Le Puy-en-Velay  | Brioude et Yssingeaux                                    | +0004 977,       | 228 161              | +46,               |
| 63                       | Puy-de-Dôme              | Clermont-Ferrand | Ambert, Issoire, Riom et Thiers                          | +0007 970,       | 664 385              | +83,               |
| 69D                      | Rhône                    | Lyon             | Villefranche-sur-Saône                                   | +0002 715,       | 474 369              | 174.7              |
| 69M                      | Métropole de Lyon        | Lyon             |                                                          | +0 000534,       | 1 433 613            | 2686.2             |
| 73                       | Savoie                   | Chambéry         | Albertville et Saint-Jean-de-Maurienne                   | +0006 028,       | 445 288              | +74,               |
| 74                       | Haute-Savoie             | Annecy           | Bonneville, Saint-Julien-en-Genevois et Thonon-les-Bains | +0004 388,       | 849 583              | +194,              |

### L'intercommunalité en Auvergne-Rhône-Alpes
3 969 des 4 027 communes d'Auvergne-Rhône-Alpes adhèrent à un établissement public de coopération intercommunale (EPCI). La métropole de Lyon n'est pas quant à elle un EPCI mais une collectivité territoriale à statut particulier incluant 58 communes.
Le nombre d'EPCI de la région est passé de 285 en 2015 à 167 en 2017, soit une diminution de 41 % en deux ans, conséquence de l'application la loi du 7 août 2015 portant nouvelle organisation territoriale de la République, dite loi NOTRe. Aucun EPCI ne se situe sous le seuil des 5 000 habitants, et 55 ont moins de 15 000 habitants (population totale regroupée).
Il existe trois formes d'EPCI, à la date du 1er janvier 2018 :
- trois métropoles de droit commun : Grenoble-Alpes Métropole, Saint-Étienne Métropole et de Clermont Auvergne Métropole ;
- 25 communautés d'agglomération : ces intercommunalités (88 000 habitants en moyenne) rassemblent 24 % des communes et 28 % de la population sur 22 % du territoire. La plus grande (Valence Romans Agglo) dépasse les 200 000 habitants, quand celles d’Annonay Rhône Agglo ou Privas Centre Ardèche comptent moins de 50 000 habitants ;
- 138 communautés de communes : avec 72 % des communes et 40 % de la population sur 75 % du territoire, les 138 communautés de communes (CC) de la région demeurent majoritaires. Plus de la moitié d’entre elles ont entre 15 000 et 50 000 habitants.

## Le Conseil économique, social et environnemental régional (CESER)
Il constitue la seconde institution régionale. C’est l’assemblée consultative de la région Auvergne-Rhône-Alpes.

### Missions
Le CESER a pour mission principale d’informer et d’éclairer l’exécutif du Conseil régional sur les enjeux et conséquences économiques, sociales et environnementales des politiques régionales. ll émet des avis lorsqu'il est saisi par le Conseil régional et des contributions lorsqu'il s'autosaisit. Il a une mission d’évaluation des politiques publiques.

### Composition
Le Conseil comprend 190 membres nommés par le préfet pour 6 ans. Ils sont répartis en 4 collèges :
- le premier collège comprend 61 membres issus de 38 organisations. Il représente les entreprises et les activités non salariées ;
- le second collège de 61 conseillers issus de 8 organisations représente les organisations syndicales de salariés ;
- le troisième collège de 61 conseillers issus de 75 organisations représente les associations et autres organismes ;
- le quatrième collège de 7 membres regroupe des personnalités qualifiées.

## Population

### Démographie

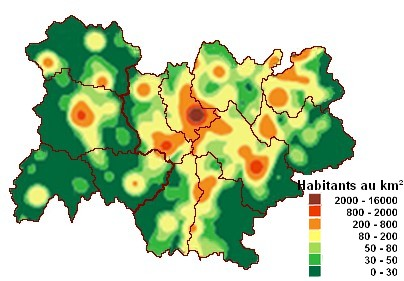
Densité de population de la région Auvergne-Rhône-Alpes en 2006.

Avec 8 078 652 habitants en 2020, la région se place au deuxième rang des régions métropolitaines pour sa population mais aussi pour son nombre d’emplois. Entre 2009 et 2014, cette population a augmenté de 300 000 habitants. Sa densité de population, 109 hab/km2, est voisine de celle de la France mais sa croissance démographique est supérieure à celle du territoire métropolitain. Toutefois, il se cache derrière ces chiffres des écarts extrêmes entre les territoires des deux anciennes régions Auvergne et Rhône-Alpes.
L’Ardèche mise à part, ce sont les départements rhônalpins qui concentrent l'essentiel de la vitalité démographique de la région. Avec 509 habitants/km2, l'ensemble formé par le département du Rhône et la métropole de Lyon forme le territoire français le plus densément peuplé après l'Île-de-France. La Haute-Savoie, l’Isère et la Loire ont également une densité supérieure à la moyenne nationale. Le sillon alpin (Annemasse, Annecy, Chambéry, Grenoble) a connu une progression de sa population de plus de 10 % entre 1990 et 2000. La dynamique de l’aire urbaine lyonnaise s’étend dans le département de l’Isère et dans la vallée du Rhône. À l’ouest, en lisière du Massif central, le département de la Loire a connu une baisse de population jusqu’en 1999 mais progresse au même rythme que la moyenne nationale depuis.
Sur la bordure est, une zone à très faible densité de population suit les sommets alpins. Au centre, une bande verticale également faiblement peuplée suit les monts de la Madeleine, du Forez et du Vivarais et retrace en creux les frontières historiques entre provinces. À l'ouest, une vaste zone de dépression démographique se prolonge sur le Limousin et le sud du Massif central.
Situés au cœur du Massif central, les quatre départements auvergnats sont ceux où la population vit en moyenne le plus en altitude. S’inscrivant dans la diagonale du vide, leur densité de population moyenne n’est que de 52 habitants/km2. Les départements de l’Allier, du Cantal, et la moitié ouest de la Haute-Loire sont marqués par une faible natalité et un vieillissement de la population. À l'origine très rurale, leur population tend à s'urbaniser : plus de sept habitants sur dix vivent en ville. Grâce à l'attractivité de l’agglomération clermontoise et l’arrivée de jeunes familles, le Puy-de-Dôme limite cette tendance. Clermont-Ferrand se trouve au milieu d’un couloir urbain de 601 000 habitants qui s'étend de Vichy à Issoire en passant par Thiers en suivant l’Allier. Grâce au solde migratoire, les quatre départements ont malgré tout gagné 15 800 habitants entre 2008 et 2013.

### Typologie socio-économique des territoires

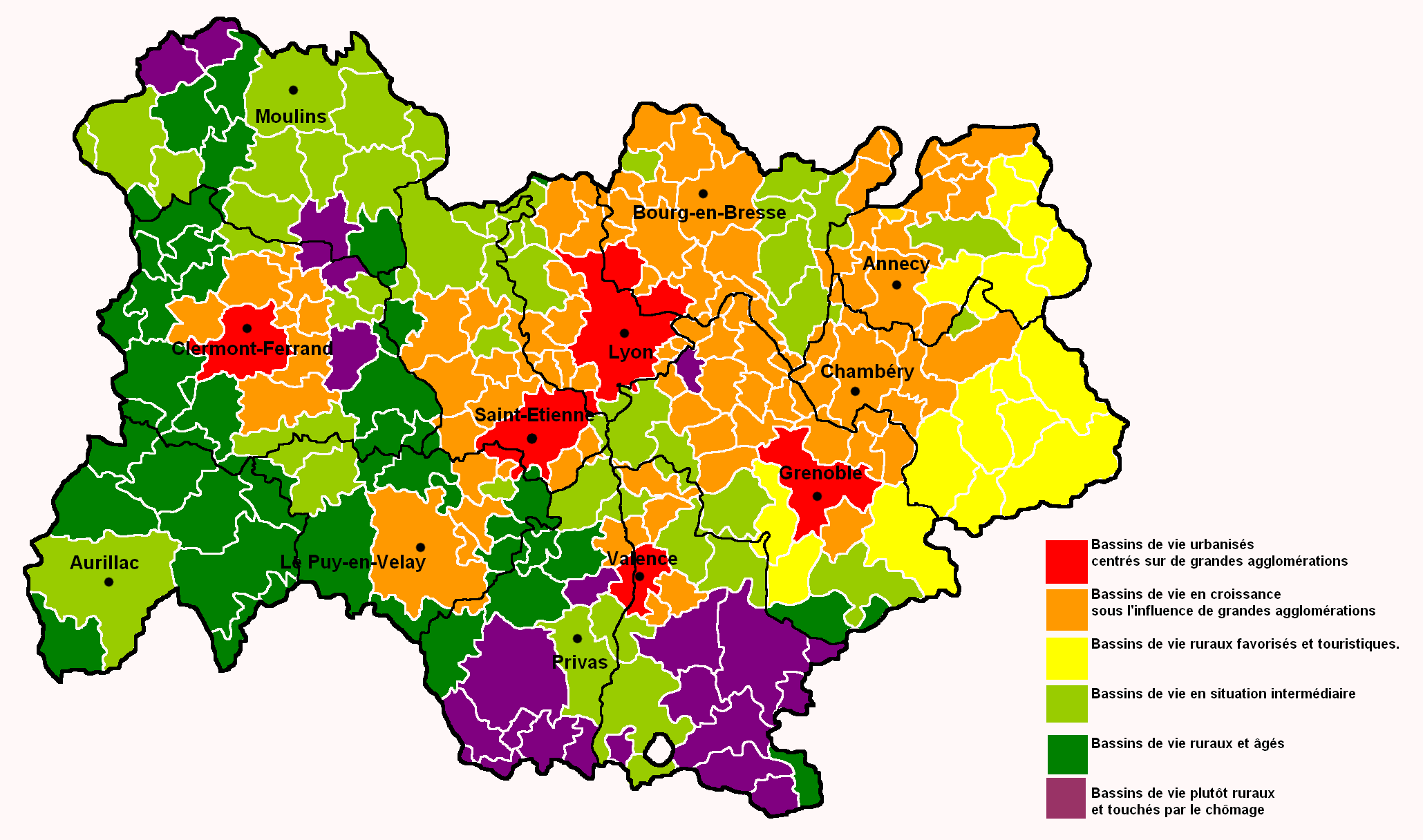
Typologie des bassins de vie.

La typologie des « bassins de vie » de la région établie par l'Agence régionale de développement des territoires d'Auvergne (ARDTA) et l'Institut national de la statistique et des études économiques (Insee) identifie six types de bassins de vie aux caractéristiques différentes. Leur distribution géographique fait réapparaître les deux anciennes régions : Auvergne et Rhône-Alpes.
Les grandes agglomérations de Lyon, Clermont-Ferrand, Grenoble et Valence en croissance démographique depuis 1975, ainsi que celle de Saint-Étienne, stimulent des bassins de vie suburbains grâce à leur attraction économique. Si l'aire urbaine de Clermont-Ferrand reste isolée à l'ouest, toutes les autres forment un continuum polarisé par Lyon. À l'est, les zones rurales des Alpes bénéficient d'une situation économique très favorable grâce à l'apport bénéfique du tourisme d'hiver.
Des agglomérations moyennes comme Moulins, Vichy, Montluçon, Aurillac, Thiers à l'ouest ou Annecy et Privas plus à l'est se placent en situation intermédiaire entre ces deux derniers types.

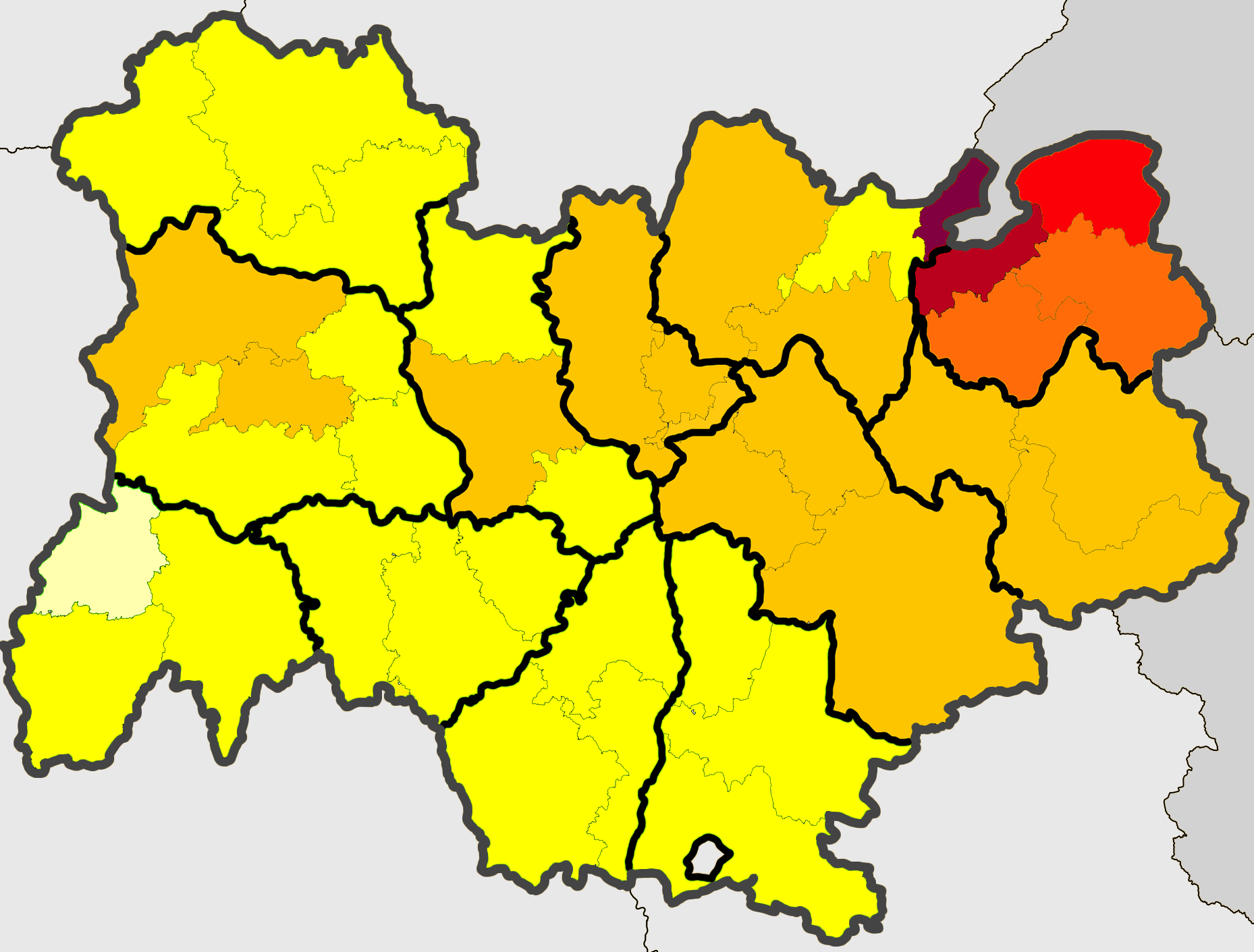
Médianes du revenu disponible par unité de consommation pour chaque arrondissement de la région :
Jaune clair : ⩽ 18 000 €
Jaune : 18 000 → 20 000 €
Orange clair : 20 000 → 22 000 €
Orange : 22 000 → 24 000 €
Rouge : 24 000 → 26 000 €
Rouge foncé : 26 000 → 28 000 €
Rouge-violet : ⩾ 28 000 €

À l'opposé, deux types de zones rurales en difficultés se font face. La première, située pour l'essentiel dans l'ancienne région Auvergne, correspond à des territoires de moyenne montagne, habités par une population âgée et majoritairement agricole. Les services publics et privés y sont insuffisants. Dans le Cantal, près de 17 % des personnes âgées de plus de 75 ans vivent sous le seuil de pauvreté alors qu'elles ne sont que 9,3 % en Auvergne-Rhône-Alpes.
La deuxième se retrouve au sud des départements de l'Ardèche et de la Drôme et plus localement en Bocage bourbonnais ou dans le Livradois. Il s'agit de bassins de vie ruraux très fragilisés socialement. Fortement touchées par le chômage, ces régions voient 5 % de leur population active sans emploi depuis plus d'un an contre moins de 4 % pour l'ensemble de la grande région.

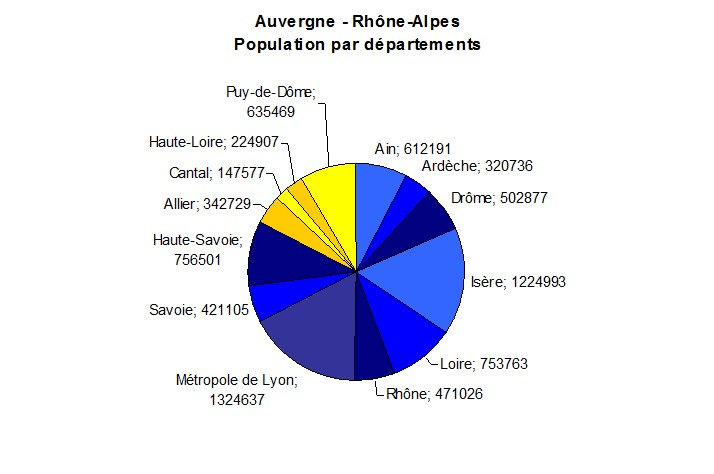
Population par départements et métropole à statut de collectivité territoriale de la région Auvergne - Rhône-Alpes selon le recensement de 2012 (en bleu les départements de Rhône-Alpes, en jaune et orangé, les départements d'Auvergne).

### Villes principales

#### Pôles urbains et aires urbaines
Liste des aires urbaines comptant plus de 50 000 habitants (population au 1er janvier 2014) et des pôles urbains correspondants.
| Ville-centre                          | Aire urbaine 2016 (habitants) | Pôle urbain 2014 (habitants) |
| ------------------------------------- | ----------------------------- | ---------------------------- |
| Lyon                                  | 2 310 850                     | 1 620 331                    |
| Grenoble                              | 687 985                       | 510 368                      |
| Saint-Étienne                         | 519 834                       | 372 308                      |
| Clermont-Ferrand                      | 482 472                       | 264 704                      |
| Genève - Annemasse (partie française) | 320 475                       | 174 566                      |
| Annecy                                | 236 407                       | 166 143                      |
| Chambéry                              | 224 811                       | 186 355                      |
| Valence                               | 180 075                       | 128 461                      |
| Bourg-en-Bresse                       | 127 049                       | 59 816                       |
| Vienne                                | 114 794                       | 94 317                       |
| Roanne                                | 107 401                       | 80 098                       |
| Cluses                                | 95 532                        | 88 260                       |
| Thonon-les-Bains                      | 93 099                        | 75 410                       |
| Vichy                                 | 82 963                        | 65 938                       |
| Montélimar                            | 79 087                        | 54 498                       |
| Montluçon                             | 77 346                        | 56 928                       |
| Le Puy-en-Velay                       | 75 653                        | 38 002                       |
| Romans-sur-Isère                      | 74 895                        | 56 420                       |
| Aurillac                              | 65 078                        | 32 368                       |
| Moulins                               | 62 175                        | 38 266                       |
| Aubenas                               | 61 374                        | 41 069                       |

#### Communes

Carte régionale des communes au premier janvier 2019.

| Nom                    | Code Insee | Département  | Superficie (km2) | Population (dernière pop. légale) | Densité (hab./km2) | Modifier                                    |
| ---------------------- | ---------- | ------------ | ---------------- | --------------------------------- | ------------------ | ------------------------------------------- |
| Lyon                   | 69123      | Rhône        | 47,87            | 520 774 (2022)                    | 10 879             | modifier les données · modifier les données |
| Saint-Étienne          | 42218      | Loire        | 79,97            | 172 569 (2022)                    | 2 158              | modifier les données · modifier les données |
| Villeurbanne           | 69266      | Rhône        | 14,52            | 162 207 (2022)                    | 11 171             | modifier les données · modifier les données |
| Grenoble               | 38185      | Isère        | 18,13            | 156 389 (2022)                    | 8 626              | modifier les données · modifier les données |
| Clermont-Ferrand       | 63113      | Puy-de-Dôme  | 42,67            | 147 751 (2022)                    | 3 463              | modifier les données · modifier les données |
| Annecy                 | 74010      | Haute-Savoie | 66,93            | 131 272 (2022)                    | 1 961              | modifier les données · modifier les données |
| Vénissieux             | 69259      | Rhône        | 15,33            | 66 701 (2022)                     | 4 351              | modifier les données · modifier les données |
| Valence                | 26362      | Drôme        | 36,69            | 64 288 (2022)                     | 1 752              | modifier les données · modifier les données |
| Chambéry               | 73065      | Savoie       | 20,99            | 60 251 (2022)                     | 2 870              | modifier les données · modifier les données |
| Vaulx-en-Velin         | 69256      | Rhône        | 20,95            | 52 448 (2022)                     | 2 503              | modifier les données · modifier les données |
| Saint-Priest           | 69290      | Rhône        | 29,71            | 49 193 (2022)                     | 1 656              | modifier les données · modifier les données |
| Caluire-et-Cuire       | 69034      | Rhône        | 10,45            | 43 479 (2022)                     | 4 161              | modifier les données · modifier les données |
| Bron                   | 69029      | Rhône        | 10,30            | 42 850 (2022)                     | 4 160              | modifier les données · modifier les données |
| Bourg-en-Bresse        | 01053      | Ain          | 23,86            | 42 065 (2022)                     | 1 763              | modifier les données · modifier les données |
| Montélimar             | 26198      | Drôme        | 46,81            | 40 356 (2022)                     | 862                | modifier les données · modifier les données |
| Saint-Martin-d'Hères   | 38421      | Isère        | 9,26             | 38 022 (2022)                     | 4 106              | modifier les données · modifier les données |
| Oullins-Pierre-Bénite  | 69149      | Rhône        | 8,88             | 37 928 (2022)                     | 4 271              | modifier les données · modifier les données |
| Thonon-les-Bains       | 74281      | Haute-Savoie | 16,21            | 37 689 (2022)                     | 2 325              | modifier les données · modifier les données |
| Annemasse              | 74012      | Haute-Savoie | 4,98             | 37 595 (2022)                     | 7 549              | modifier les données · modifier les données |
| Échirolles             | 38151      | Isère        | 7,86             | 36 708 (2022)                     | 4 670              | modifier les données · modifier les données |
| Meyzieu                | 69282      | Rhône        | 23,01            | 36 437 (2022)                     | 1 584              | modifier les données · modifier les données |
| Villefranche-sur-Saône | 69264      | Rhône        | 9,48             | 36 224 (2022)                     | 3 821              | modifier les données · modifier les données |
| Saint-Chamond          | 42207      | Loire        | 54,88            | 35 586 (2022)                     | 648                | modifier les données · modifier les données |
| Roanne                 | 42187      | Loire        | 16,12            | 35 364 (2022)                     | 2 194              | modifier les données · modifier les données |
| Montluçon              | 03185      | Allier       | 20,67            | 33 317 (2022)                     | 1 612              | modifier les données · modifier les données |
| Romans-sur-Isère       | 26281      | Drôme        | 33,08            | 33 139 (2022)                     | 1 002              | modifier les données · modifier les données |
| Aix-les-Bains          | 73008      | Savoie       | 12,62            | 32 175 (2022)                     | 2 550              | modifier les données · modifier les données |
| Vienne                 | 38544      | Isère        | 22,65            | 31 555 (2022)                     | 1 393              | modifier les données · modifier les données |
| Rillieux-la-Pape       | 69286      | Rhône        | 14,48            | 31 479 (2022)                     | 2 174              | modifier les données · modifier les données |

## Culture

### Langues régionales

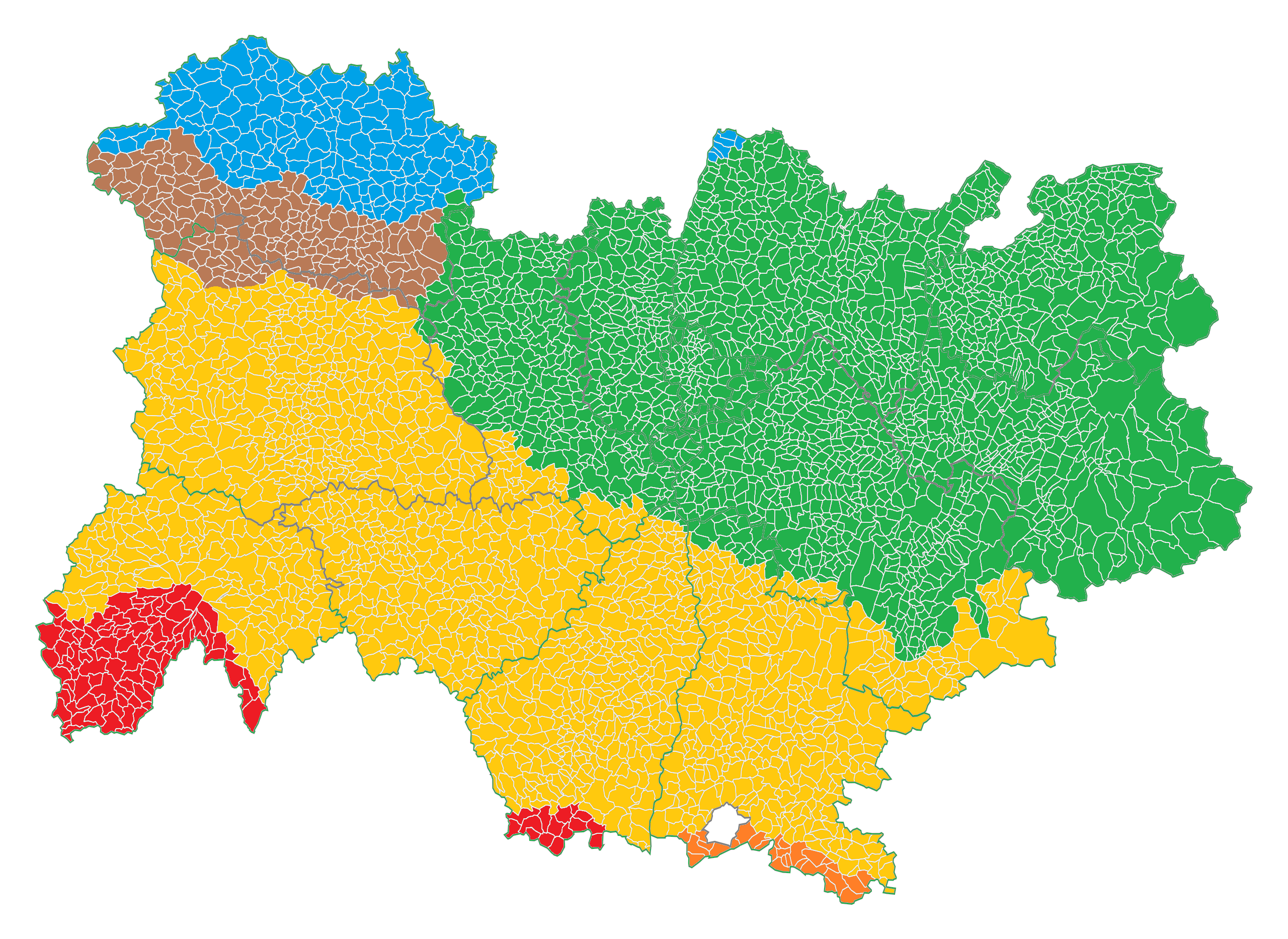
Carte linguistique de la région Auvergne-Rhône-Alpes par communes selon lAtlas sonore des langues régionales (CNRS, 2020),.- En bleu : la langue d'oïl dont le bourbonnais et le bourguignon (pointe nord de l'Ain).- En vert : le francoprovençal.- En marron : les parlers du Croissant (transition occitan / langue d'oïl).- En jaune orangé : le nord-occitan (dont auvergnat et vivaro-alpin).- En orange : l'occitan provençal (sud Drôme).- En rouge : l'occitan languedocien (dont aurillacois dans le Cantal).

Trois langues régionales, dont deux sont encouragées par la région (l'arpitan ou francoprovençal et l'occitan,,,), restent pratiquées très minoritairement dans la grande région administrative :
- La langue d'oïl. Le bourbonnais, généralement associé au berrichon[74],[75], est originaire de la moitié nord du Bourbonnais (Allier) autour des villes de Moulins, Bourbon-l'Archambault et Saint-Pourçain-sur-Sioule[76],[77]. Le bourguignon, aussi de langue d'oïl, est parlé à la pointe nord de l'Ain.
- Le Croissant, zone de transition entre la langue occitane et la langue d'oïl dans la moitié sud de l'Allier et le nord du Puy-de-Dôme[78],[79],[80].
- L'occitan est représenté dans la région par quatre dialectes[81],[82] :
  - l'auvergnat est parlé dans la majorité de l'Auvergne[83],[84] ainsi qu’une partie de l’Ardèche[85] et de la Lozère[86]. Ce dernier est utilisé depuis le Moyen Âge dans le cadre de l'administration[87] en plus de celui de la littérature (troubadours Peire d'Alvernha, comte Dalfi d'Auvèrnha, Peirol, etc.)[88].
  - le languedocien septentrional parlé dans le sud-ouest du Cantal, où la variante est nommée aurillacois[89], une autre variante est utilisée dans l'Ardèche ;
  - le provençal parlé dans le sud de la Drôme ;
  - le vivaro-alpin dans le Vivarais, l'est du Velay autour d'Yssingeaux[90],[91] et le Dauphiné méridional ainsi que dans les franges de l'est et du sud du département de la Loire[92],[93]

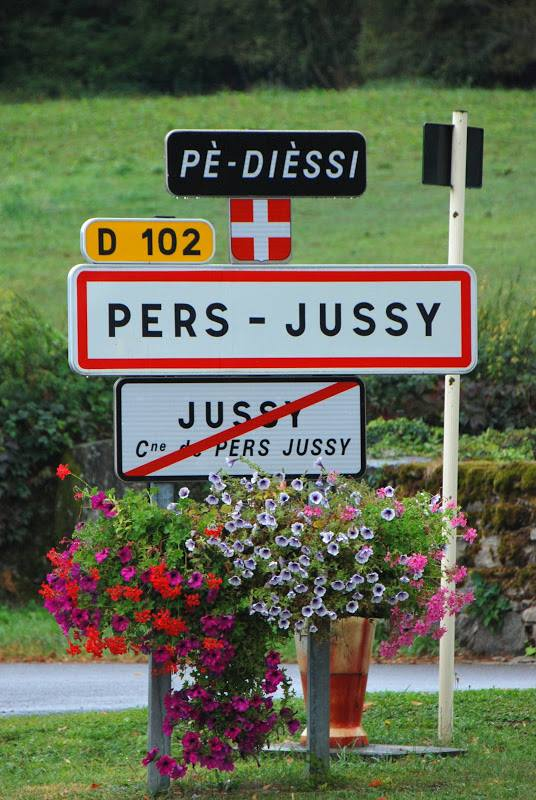
Panneaux signalétiques en français et en arpitan savoyard.

- Le francoprovençal (ou arpitan) est présent dans la majeure partie de l'ancienne région Rhône-Alpes qui, en 2015, a signé avec la région autonome italienne de la Vallée d'Aoste la « charte de coopération interrégionale et transfrontalière de développement de la langue arpitane »[95]. Chaque année, une fête internationale est organisée à tour de rôle en France, en Suisse ou en Italie, qui permet aux locuteurs ou non de se rencontrer[96]. Cette langue est défendue principalement par la Fédération internationale de l'arpitan[97]. Les principaux dialectes de la région arpitanophone française sont :
  - le savoyard[Note 6] ; il est notamment défendu par l'Institut de la langue savoyarde (ILS) ;
  - le lyonnais, parlé aux alentours de Lyon ;
  - le bressan, présent en Bresse dite « savoyarde ».
  - le forézien.
  - le dauphinois.

La commune savoyarde de Vallorcine a la particularité d'avoir pour langue régionale, en plus du francoprovençal, l'alémanique, langue germanique parlé par la population locale des Walsers. La langue a pu être parlée dans d'autres localités savoyardes par le passé.

## Sport

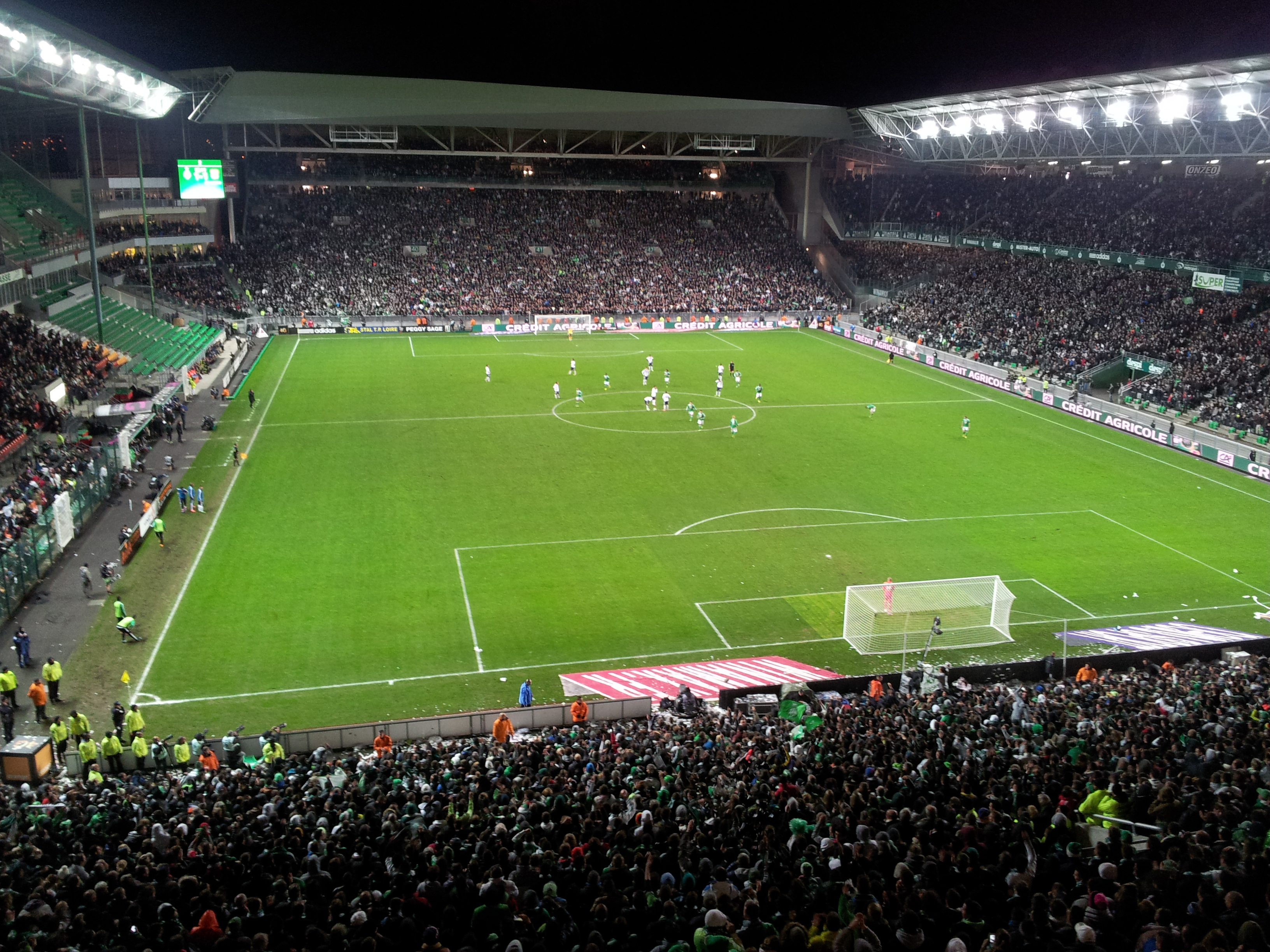
Le derby ASSE-OL au stade Geoffroy-Guichard.

Les clubs professionnels de football de la région sont :
- Ligue 1 :  Lyon, Saint-Étienne ;
- Première ligue : Lyon ; Saint-Étienne ;
- Ligue 2 : Annecy, Clermont-Ferrand, Grenoble ;
- Seconde ligue : FC Aurillac Arpajon CA, Grenoble Foot 38, Le Puy Foot, FF Yzeure.

Dans les échelons inférieurs, on peut citer le Football Bourg-en-Bresse Péronnas 01 et Lyon - La Duchère qui évoluent respectivement en National et National 3.
En rugby à XV, la région compte de nombreux clubs professionnels :
- Top 14 : Clermont, Lyon, Oyonnax ;
- Pro D2 : Aurillac, Grenoble.

Elle compte également de nombreux clubs de rugby féminin au plus haut niveau : LOU Rugby, FC Grenoble Amazones et ASM Romagnat en Élite 1, et Rugby Clermont La Plaine en Élite 2.
Dans les échelons inférieurs, on peut citer le CS Bourgoin-Jallieu qui fut un des cadors du championnat de France.
Plusieurs clubs champions de France de basketball sont présents dans la région :
- Élite : ASVEL, Chorale Roanne ;
- Ligue féminine de basket : ASVEL féminin ;
- Pro B : JL Bourg, Aix Maurienne Savoie Basket, Saint-Chamond et JA Vichy.

Parmi les autres sports, figurent les clubs professionnels de Chambéry en handball ; en hockey sur glace ceux des Brûleurs de loups de Grenoble, des Pionniers de Chamonix, des Lions de Lyon, des Bouquetins de Val Vanoise et des Sangliers Arvernes de Clermont-Ferrand. En volley, on trouve aussi l'ASUL Lyon Volley-Ball dans le championnat masculin et le Volley-Ball Club Chamalières dans le championnat féminin.
Plusieurs clubs existent en football américain (Giants de Saint-Étienne, Falcons de Bron-Villeurbanne, Servals de Clermont-Ferrand, Centaures de Grenoble), ainsi qu'en aviron ou en canoë-kayak.
Sports d'hiver : la région Auvergne-Rhône-Alpes est une des premières régions mondiales pour son domaine skiable, notamment dans les vallées de la Tarentaise et de la Maurienne et secondairement dans les massifs du Giffre, du Chablais, des Aravis et des Grandes Rousses.
Elle a notamment accueilli les trois éditions françaises des Jeux olympiques d'hiver :
- à Chamonix en 1924 ;
- à Grenoble en 1968 ;
- à Albertville en 1992.

La région était également candidate pour accueillir les Jeux olympiques d'hiver de 2018 à Annecy, mais la candidature a été éliminée en phase finale de vote. Une partie des Jeux olympiques d'hiver de 2030 se déroulera dans la région, l'autre partie sera en Provence-Alpes-Côte d'Azur.

## Tourisme
Parmi les nombreuses activités contribuant au tourisme dans la région figure le vélorail, un « moyen de transport original et ludique » qui a le « vent en poupe ». Il se pratique notamment dans les gorges du Doux, aux portes du parc naturel régional des Monts d'Ardèche, avec quatre parcours, de 8 à 20 km, qui tous ont pour point de départ la gare de Boucieu-le-Roi (Ardèche), les trajets en montée s'effectuant à bord d'un autorail diesel. La « descente des Viaducs » (2 h 30), jugée sportive, permet de franchir le 45e parallèle nord, exactement à mi-chemin entre le pôle Nord et l'équateur.
La région est aussi la deuxième région touristique française derrière l'Île-de-France, et cela notamment grâce au sport d'hiver, et plus généralement, au tourisme de montagne.
Liste de principaux sites touristiques de la région, département par département :
- Allier : forêt de Tronçais, le Pal, station thermale de Vichy, Paléopolis ;
- Puy-de-Dôme : puy de Lemptégy, Vulcania, puy de Dôme, puy de Sancy, musée de Gergovie ;
- Loire : château de La Roche, domaine nordique du haut Forez, Espace zoologique de Saint-Martin-la-Plaine, musée des Verts, station de ski de Chalmazel, Zénith de Saint-Étienne ;
- Rhône : Lyon ;
- Ain : parc des oiseaux, crêt de la Neige, château de Voltaire ;
- Haute-Loire : Le Puy-en-Velay, église de la Chaise-Dieu ;
- Ardèche : Grotte Chauvet 2 - Ardèche, gorges de l'Ardèche, sources de la Loire ;
- Drôme : Palais idéal d'Hauterives, massif du Vercors ;
- Isère : monastère de la Grande Chartreuse, massif des Écrins, barre des Écrins ;
- Cantal : puy Mary, Plomb du Cantal, viaduc de Garabit, château de Val ;
- Haute-Savoie : mont Blanc, Mer de Glace, aiguille du Midi, lac d'Annecy ;
- Savoie : lac du Bourget, massif de la Vanoise.

## Enseignement supérieur
Pour l'année universitaire 2019-2020, l'effectif total des étudiants est de 357 173, chiffre en augmentation de 14,4 % par rapport à l'année universitaire 2014-2015. Le plus grand nombre est inscrit dans les universités : 209 820, plus 7 037 dans les établissements universitaires privés. 10 268 sont élèves d'une Classe préparatoire aux grandes écoles (CPGE), 29 322 dans une classe de BTS ou assimilés, 29 455 dans une école de commerce, de gestion ou de comptabilité. Les écoles paramédicales et sociales accueillent 15 589 élèves, les écoles supérieures art et culture 12 598, les autres formations d’ingénieurs 15 849, les grands établissements 5 780, les écoles normales supérieures 2 102, les écoles juridiques et administratives 2 755 et les autres écoles de spécialités diverses 9 257.